# 周朝
周朝是中國歷史上繼商朝之後的王朝，也是最後一個完全施行封建制度的世襲王朝，可分為西周（約前11世紀—前771年）與東周（前770年—前256年）兩個時期。西周從周武王滅殷商建國並定都镐京（宗周）起，至周幽王亡國止，是中華文明的全盛時期之一。該時期的物質文明及精神文明皆深刻地影響着後世。東周都城為雒邑（今河南洛陽），其時代又可分為春秋時期（前770年—前476年）與戰國時期（前475年—前221年）。前256年秦昭襄王廢黜周赧王，東周亡。東周時期商鞅變法，西元前221年秦王嬴政統一中國，建秦朝。
周人崛起於周原，在鞏固國力後於武王伐紂滅商朝建立西周。三監之亂的危機，於周公東征後平定，並且藉由大量分封諸侯來穩定東土。西周國力於成康之治時達到顛峰，在昭穆時期持平。共懿孝夷時期國勢漸衰，最後發生國人暴動與共和行政。宣王中興只是西周的迴光返照，宣王後期周室混亂，最後於周幽王發生犬戎之禍，西周亡。東周時，平王東遷使周室核心以成周為主，周室與諸侯作戰失敗使「禮樂征伐自天子出」已經一去不返。春秋時期齊桓公的尊王攘夷運動產生出春秋五霸等霸主。到戰國時期以下克上事件不斷，戰國七雄彼此合縱連橫。周室被秦國廢除，七雄最後也由秦所統一。
周朝的中央權力為王權，周王是周室的最高權力者，也是諸周人的宗主。由上至下縱切為君臣關係的封建制度，由尖至錐的橫切為血源關係的宗法制度，再以禮樂制度與井田制鞏固整個尖錐，維繫周王與諸侯、國人的關係。春秋中葉後禮樂崩壞，典章制度逐漸瓦解。思想逐漸走向諸子百家。
周朝是以周族為代表和主體的華夏族与周邊諸族交往、融合的重要時期。自西周實行分封制後，中原華夏族文化同四周的方國文化相互交流與融合，形成若干各具特色的地區性文化。周朝從文字產生到春秋中葉，書面文學逐漸形成，古代散文由句而篇，由簡而繁的過程。詩經中的作品顯示四言詩日漸成熟。西周青銅器銘文具有樸素、寫實的風格，聞名的有《毛公鼎》、《宗周鐘》、《散氏盤》、《大盂鼎》、《大克鼎》與《虢季子白盤》等等。

## 國號
「周」的稱呼，可能就是商王武乙給予的。周族擅長農耕，於是「周」字卜辭寫成「田」，金文寫成「上田下口」。很像是在一大塊方形田界的農田中，農作物很茂盛的樣子。金文的「口」表示國家政令所出。「周」原是一個發達的農業區的美稱。

## 西周歷史

### 農耕立國

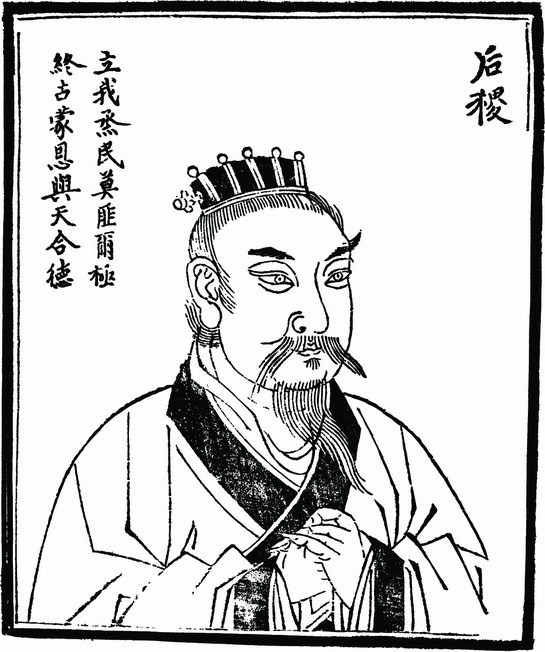
周族的始祖后稷畫像，被尊為農神。

周族是商朝時期活動在陝北黃土高原的部落。據周族傳說，其部族起源於姜嫄，始祖為后稷，封於有邰（今陝西武功），自后稷至周文王共有十五王。周族時常被戎狄侵擾而搬遷。商朝中期，公劉率周族遷居豳（今陝西旬邑西南），建立城邑與發展農業。商王武丁時期征伐的周國，一說是指妘姓周國。直到公亶父時，周族因為犬戎的逼迫，約在商王武乙時期遷至渭河周原（今陝西岐山）。周原農耕條件優越，姬姓周國穩定發展。
周國的拓展是從季歷開始。公亶父去世後幼子季歷繼位，長子太伯與次子仲雍外奔離周。他與太伯、仲雍所建的虞國友好，得以開拓晉南。和任姓摯國通婚，取得商朝屬國摯國（今河南平輿）、疇國（今河南魯山東南）的支持。趁商朝國力衰退，「諸夷皆叛」的時機，竹書紀年記載季歷持續討伐與商朝為敵的夷狄，向陝南、晉南發展。根據竹書紀年記載，小邦周屢次幫大邑商擊敗戎狄，使商王文丁封季歷為「牧師」（類似方伯）。同時文丁深感威脅，最後殺了季歷。季歷長子姬昌繼位後，商王帝乙為了安撫姬昌就把其妹嫁给他。
到了商朝帝辛（即商紂王）初期，九侯（亦稱鬼侯）、邘侯（亦稱鄂侯）與周侯（即姬昌，後封為西伯）並為商朝三公。九侯、鄂侯因九侯之女事件相繼被商紂王殺害，周侯昌也因此事被囚於羑里。周侯昌之後被贖回來，且被商王帝辛授予征伐西方的權力，即西伯昌。西伯昌返國後團結貴族與國人，禮賢下士，共有八虞、二虢等等賢人相助。制定「罪人不孥」與「有亡荒閱」等管制奴隸的法律。避免再與商朝直接衝突，西伯昌採取團結友邦、消滅西方戎國與商朝友邦，完成孤立商朝的方針。西伯昌先排解晉南虞、芮兩國的糾紛，維持東向中原的通道。西向擊敗犬戎。反擊密須（今甘肅靈台）的入侵，並併吞之，鞏固西方。東向消滅黎（即耆，今山西黎城）、邗（即于，今河南沁陽）等國，鞏固晉南。最後攻克商朝的大邦崇國（在渭水黃河一帶），遷都建豐邑（今陝西長安灃水西）。此時周國譽稱「三分天下有其二」，準備大會諸侯進取商都，甚至可能還「受命之年稱王」，為周文王。但周文王於遷都隔年驟逝，其子姬發繼位，號周武王。

### 武王克商

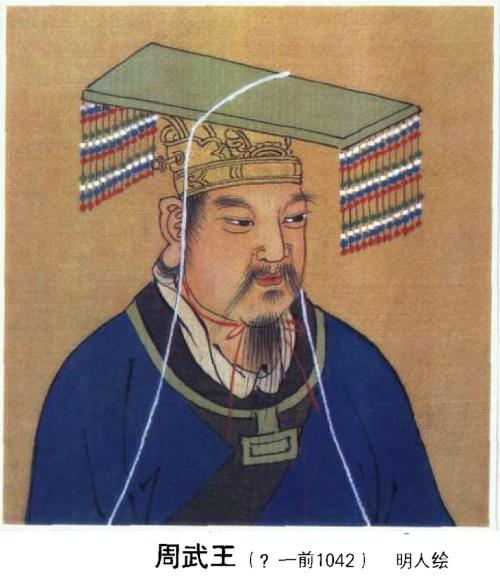
於牧野之戰擊敗商王帝辛，完成周代商的周武王。

周武王繼續文王未盡事業，拜呂尚（即太公望）為師，以周公旦、召公奭、畢公高、榮伯為左右相輔。當時商室混亂，商王帝辛殺比干、囚箕子，微子向太師請教後也準備逃走。商室對外雖然屢戰屢勝，但是對淮水東夷人方之戰消耗過多國力，構成周國滅商的條件。武王十一年，周武王開啟武王伐紂，以呂尚為太師，率周六師出兵潼關，與西夷諸侯（今甘肅、四川與湖北等地）會師盟津（今河南孟縣西南）並誓師，史稱盟津之誓。周武王趁商師主力尚與東夷作戰之際，率聯軍東征商朝首都朝歌（今河南淇縣）。隔年甲子日，周師襲擊駐守牧野（今河南新乡）的商軍殷八師，此即牧野之戰。商朝面對周師的突襲，只能以奴隸組成臨時軍隊迎戰。雖然商將蜚廉、惡來奮力作戰，周師還是擊潰並且攻入朝歌，商王帝辛於鹿台自焚而死。商朝滅亡，周朝建立。而後周武王命呂尚與諸路周師掃蕩商王國東方與南方，降伏剩餘勢力與方國。
周武王滅商後，在牧野舉行告捷禮，在商都舉行社祭以安撫、降服殷商貴族。周武王自謙「小國」，征服商朝稱是源自天命，安撫龐大的商朝遺民與屬國，告誡須聽從周室的命令。周武王於灃水東岸建立鎬京（為宗周，今陝西長安灃水東）都城，遷都鎬京並舉行獻俘禮。開始興建洛邑（為成周，今河南洛陽），期望成為關東的政治、軍事都城。將東土俊傑成族地遷到扶風、岐山、周原等關中諸地，為周室所用，即「殷士膚敏，裸將於京」。為了控制關東，建立封建制度，大封宗室功臣於東方，作為周王室的屏藩。封太公望呂尚於呂（今河南南陽）、周公旦於魯（今河南魯山）、召公奭於匽（今河南郾城），拱衛洛邑。封管叔鮮於管（今河南管城）、蔡叔度於蔡（今河南上蔡）、霍叔處於霍（可能是今河南臨汝），是為三監。分割殷商地區為三個地區，朝歌以北為邶，霍叔監管；朝歌以南為鄘，蔡叔監管；朝歌以東為衛，管叔監管。為了安撫商人，封商王帝辛之子武庚於朝歌，仍為殷；復位微子啟於微（今山東微山），後遷封至宋（今河南商丘）。分封功臣如檀伯達於河內，司寇蘇忿生於蘇忿生之田（共十二邑，今黃河中游北岸）。據說有分封歷代亡國遺民為二王三恪，以團結外族貴族，史稱「興滅國，繼絕世」。周武王力圖安定關東，但殷商舊地仍然動盪不安，使他十分焦慮，難以下嚥，通宵失眠，周公旦也時常忙碌而忘記進食。周武王在克商後不久去世，由幼子姬誦繼位，號周成王。

### 東征與成康之治

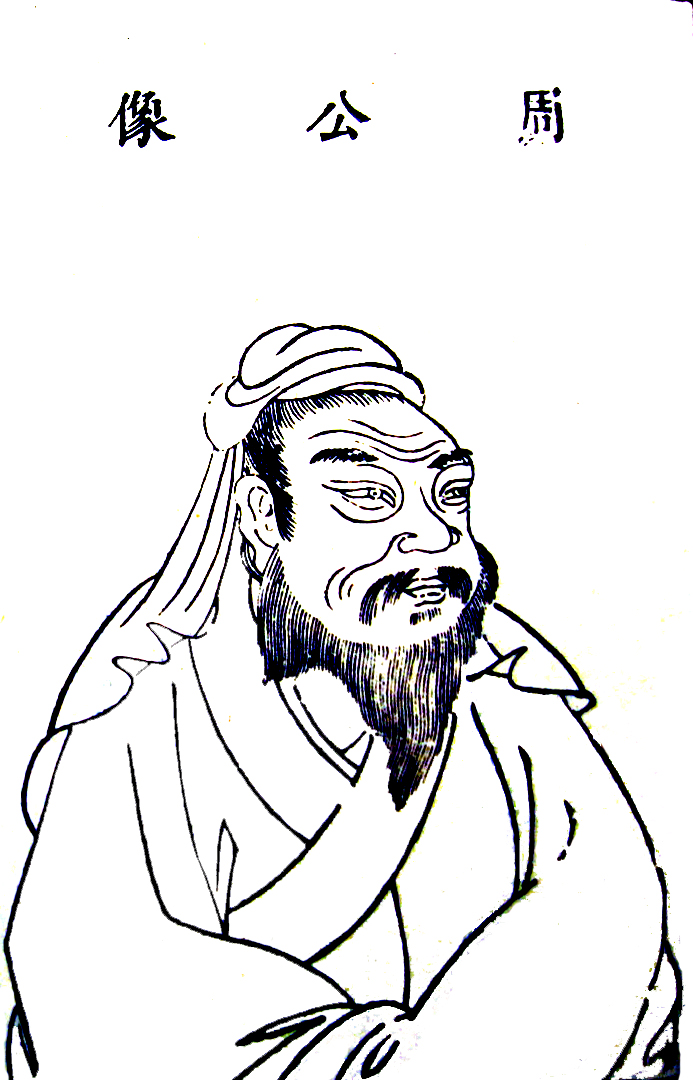
建立禮樂制度、完善封建制度的周公旦。

天下初定，周成王尚未成年。掌握大權的大宰周公旦，以安定周室為由以王叔攝政。大保召公奭、管叔鮮與蔡叔度等人對周公旦深感不滿與忌諱。武庚為了復國，與管叔鮮、蔡叔度聯手，號召東方方國奄國（今山東曲阜）、薄姑（今山東博興）、徐國（今山東滕縣東南）、熊盈（嬴姓淮夷）等東夷、淮夷諸國發動反周戰爭，史稱三監之亂。周公旦面對叛亂，先取得召公奭的諒解，發布〈大誥〉，與召公奭安定關中宗室貴族。而後發動東征：第一年、第二年周召平定三監與武庚之亂，召公奭追擊北逃的武庚；第三年周公旦東征東方諸方國，周成王還率軍支援攻滅奄國（今山東曲阜），最終周公旦攻滅東夷大國薄姑（今山東博興、臨淄）與豐伯（疑似逄國），戰亂平定。此戰周公旦共殺武庚、管叔鮮，放逐蔡叔度，廢霍叔處為庶民，消滅奄、蒲姑等東方大國，連徐國也南遷至今江蘇泗洪一帶。周朝總算穩定下來，疆域從中原擴展到東方與東北方，奠定創業基礎。
周公旦為了穩定周室與加強對東土的掌控力，分封宗室功臣至東方、修建洛邑、建立禮樂制度、完善封建制度，最後還政給周成王。三監之亂後，周公旦依舊封微子啟於宋國以安撫商人。將參與叛亂的商人與殷商貴族強遷至洛邑，與周民融合。完成周武王的遺願，洛邑（為成周，今河南洛陽）成為東方政治與軍事中心。周成王到洛邑大會諸侯和四夷，史稱歧陽之蒐。軍事部屬方面，在洛邑設成周八師以征討東夷、淮夷與南蠻，在鎬京則有西六師來守衛宗周。分封宗室功臣於東方以掌控戰略、經濟與交通要道：封周公旦長子伯禽於奄徐舊地建魯國，都曲阜（今山東曲阜）；封太公望呂尚於蒲姑舊地建齊國，都營丘（今山東昌樂）；封召公奭長子克於遙遠的東北建燕國，都薊（今北京市）；封周成王之弟叔虞於夏墟建唐國（後改稱晉國），都唐（今山西臨汾）；封周武王之弟康叔於殷墟建衛國，都朝歌。這五大國的封君與周成王均有密切的親戚關係，分別負責鎮壓各地殷商、東夷之民。其中齊、魯、燕構成周朝對東方的第一防線，衛國掌控商舊都朝歌。還封其他周室諸侯國如蔡叔度之子蔡仲於蔡國（今河南上蔡）、霍叔處之子於霍國（今山西霍州）等等，這個武裝封建運動一直持續到西周末年。
周成王親政後，還是有對外征伐，如令大保伐錄國。周康王繼承其父周成王的事業，得召公奭與畢公高輔佐，採取息民安定的策略。對外以伯懋父（即衛康伯）率殷八師軍平定東夷叛亂。以盂率兵西伐鬼方夷狄。並且開拓東南如巡狩到九江，分封虞侯夨到宜（今江蘇丹徒）等。周康王在酆宮（即酆京）大會諸侯，史稱「酆宮之朝」。成康時期成為中國歴史的黃金時代之一，史稱成康之治。

### 周室中衰

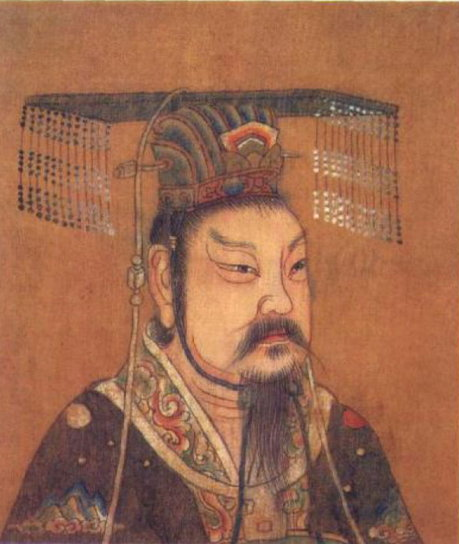
南征荊楚的周昭王。

到了周康王之子周昭王時持續對南方或東南擴張，例如征伐鄶國、虎方。並且兩次大規模南征，拓展到漢水流域，與荊楚發生衝突。第一次南征是十六年，周昭王渡過漢水南征荊楚，最後戰勝。從《馭簋》與《過伯簋》也得知，有南國入侵周土，周昭王率軍討伐荊楚，最後降伏南夷、東夷諸國，約二十六邦，獲得大量的銅。第二次南征是十九年，但周昭王渡漢水時遇難，並且喪失周六師。周昭王應有帶祭公辛伯南征，傳說周王帶諸臣渡漢水時，因梁敗（可能遇襲使浮橋敗壞）而溺死。另一說則是乘當地人提供的膠船，渡河時膠船解體而溺死。這兩種說法最後都由辛游靡取周昭王遺體北返。總之，這次戰爭激烈，周六師均敗。昭王之死不是偶然事件，後來周人都不願再說此事，到春秋時期還被齊國作為宣戰楚國的藉口。至於南征對象是否是楚國，現今學者也有許多見解。周師北返後，其子姬滿繼位，即周穆王。周朝中後期，採取安撫荊楚與冊封「漢陽諸姬」等諸侯國來鞏固南方。
周穆王的在位時間是西周最長的。他好大喜功，向四方征戰不休。例如命令毛公班兼管淮水繁（繁陽，今河南新蔡北）、蜀（疑是今安徽合肥西蜀山）、巢（今安徽桐城南）等地，率吳伯、呂伯伐東國狷戎，三年平定。當淮夷入侵周土時，命伯雍父率成周師氏，抵禦淮夷入侵。另有南征揚越至九江的事蹟。從《今本竹書紀年》得知周穆王可能有征伐犬戎與徐國的事蹟。一開始周穆王封徐子為伯。在十二年率毛公班、共公利、逄公固率軍西征犬戎。但徐國於隔年襲擊洛水一帶，周穆王與造父緊急返師。最後率楚國攻克徐國。十七年周穆王二度西征犬戎，遷戎於太原。這些事演變成《穆天子傳》、徐偃王及趙國始祖造父的傳說。昭穆時期，周朝屢次對四方動武。周穆王不聽祭公謀父的懷柔之策而伐犬戎，只獲得四白狼四白鹿而歸，西方各族荒服不至，戎狄不減反興。
周室從周共王開始國勢漸衰。懿孝夷王三代，周朝對外與四周方國陷入長期戰爭。周懿王時，南夷（即淮夷）的盧、虎會合杞國、舟夷等方國入侵周朝東土，周懿王命師俗與史密分別率齊國、萊國軍隊合攻長必之地，平定亂事。史書也稱周懿王時，王室衰退戎狄交侵。周夷王時因為荒服不朝，派虢公率六師伐太原之戎。王室內部及王室與諸侯間也加劇對立。周懿王時王室威信不再。懿王去世後，太子姬燮被王叔姬辟方奪取王位，號周孝王。周孝王以非子飼養馬匹大盛，最後封非子於秦邑（今甘肅清水）。周孝王不久去世，周懿王之子姬燮雖有身疾，仍受諸侯擁立，號周夷王。周夷王繼位之初，不敢認為周王的地位比諸侯還大，而後聽從紀侯密報，烹殺疑似荒淫的齊哀公。齊哀公之弟靜被立為齊胡公後，避紀侯遷都於薄姑（齊國舊都營丘西北五十里）。經濟方面，由於過度分封，貴族勢力膨脹，時常爭奪交換土地，「田里不鬻」，井田制開始崩潰，社會動盪不安。

### 共和與中興

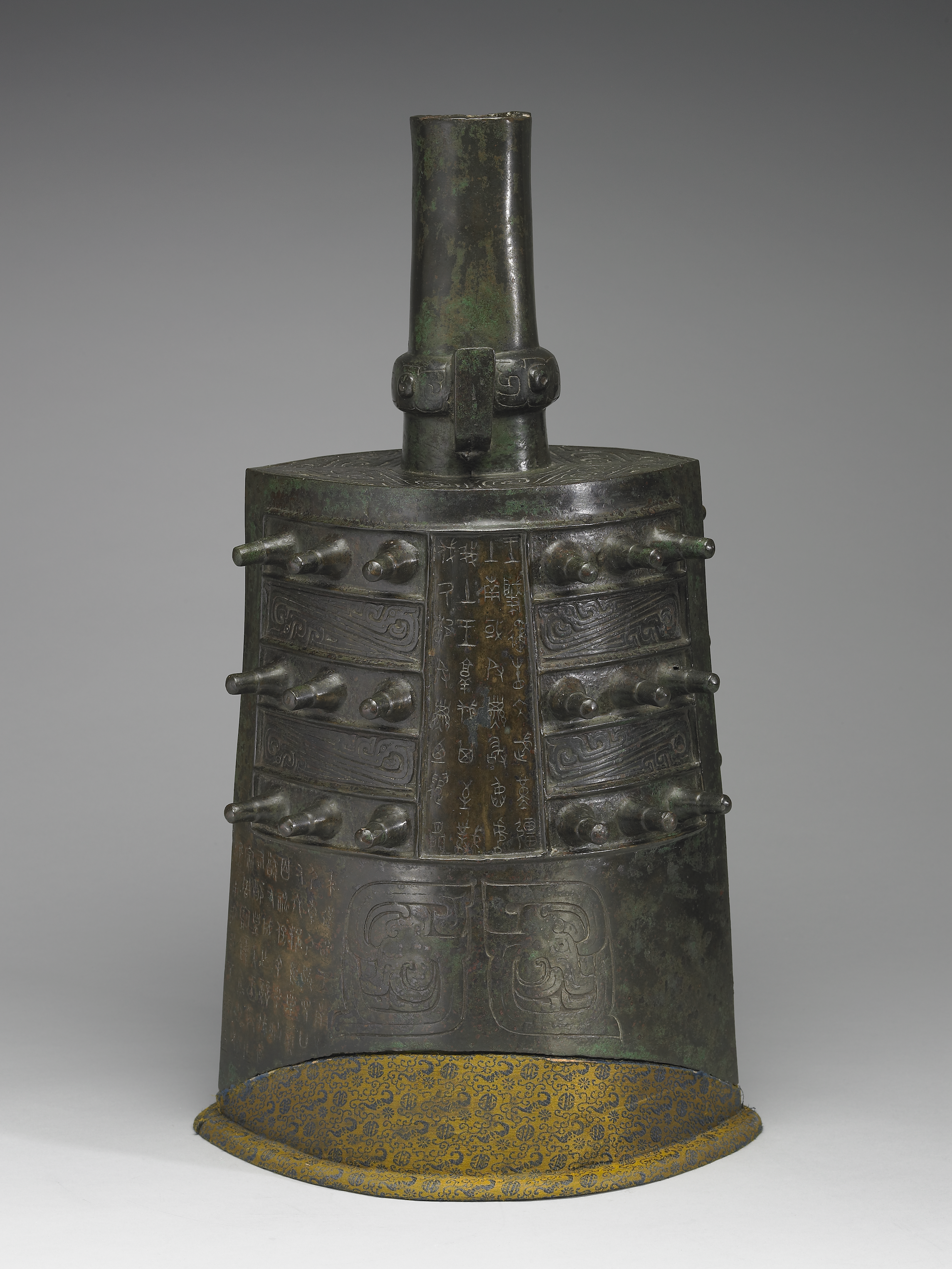
宗周鐘紀錄周厲王征服南方濮國、東南諸國臣服的事蹟，另一說是周昭王時期作品，国立故宫博物院館藏。

周厲王時，東方淮夷侵入伊水、洛水一帶，逼近成周，而西北玁狁直逼鎬京周圍。周厲王連年抵禦外族，雖然在征服南方濮國獲得大勝，獲得東南諸國臣服，但周朝國力逐漸匱乏。內政方面，從《國語．周語》得知，周厲王不聽周定公、召穆公的勸阻，任用榮夷公，推行「專利」政策，收歸山澤之利，不開放給國人使用。為了壓制國人不滿，推行「弭謗」政策，命衛巫監視，有謗王者即加殺戮。以至於行人來往，只能以目光、眼神來示意。這些可能是因西周中期經歷多次國防需求和賞賜貴族，王室資源已趨於匱乏，只能推行這些政策，進而與貴族發生利益衝突。最後鎬京爆發國人暴動（或稱彘之亂），周厲王出奔到彘（今山西霍州）。周室由掌政大臣管理，太子姬靜由召穆公保護，史稱共和行政。共和元年即前841年，中國歷史從這一年開始有了明確而且連續不斷的帝王紀年。前828年，周厲王去世，太子姬靜即位，號周宣王。
周宣王前期勵精圖治。政治上任用大臣輔佐朝政，修建宫殿。命仲山甫在齐国築城來加強防備。九年在成周洛邑（今河南洛阳）大會諸侯。軍事上任用將領與諸侯，討伐四周方國異族。命召穆公率齊國、紀國與萊國等軍伐淮夷勝利。並派尹吉甫管理成周到淮夷一帶的財政。如果淮夷不聽話，還可用軍隊壓制。還有派南仲皇父率六師伐徐國，派方叔伐荊楚。對外戰事又以反攻玁狁最為重要。五年，周宣王率尹吉甫親征玁狁會戰於彭衙（今陝西白水東北），命南仲皇父至朔方築城禦敵。十二年派虢宣公伐玁狁於洛水。虢宣公可能還派秦莊公於洛水一帶追擊。又分封諸侯，周室滅謝國後，封申伯於謝（今河南南陽），建南申國，與呂國成為周室南方的重鎮。前806年周宣王封其弟友於鄭（今陝西省華縣），建立鄭國。西周的國力得到短暫恢復，史稱宣王中興。
周宣王後期對外屢戰屢敗，且改動周公制度，干涉諸侯繼承。戰事方面，周室征伐太原之戎、條戎與奔戎（今山西夏縣西南）慘敗，只有對申戎（即西申國）獲勝。但又被姜戎擊敗於千畝。在制度方面，從《國語·周語上》得知有「不藉千畝」、「料民于太原」與「立戲伐魯」。共和年間，大量公田被貴族私佔（藉田禮廢）。所以周宣王宣布廢除藉禮，承認公田私有化，改行按畝徵收實物的「彻」制。由於廢除周公的制度，虢文公表達抗議。由於南國之師全軍覆沒，戰事頻頻導致人口流動，周宣王不聽仲山甫勸諫，於太原清算人口來補充軍隊損失。「立戲伐魯」的作法，動搖嫡長子繼承制。周宣王以個人喜好，廢除魯武公的長子括改立少子戲為繼承人，使魯國內亂，最後派兵平定亂事。關於周宣王的死因，也帶有神話的成分。總之，前782年周宣王去世，其子姬宮湦繼位，號周幽王。

### 幽王失國
周幽王時期，周室走向瓦解崩潰。虢石父（皇父）受周幽王重用執政，但是他好利貪污，還將搜刮的財富運往向邑（今河南濟源），國人皆怨。二年關中發生地震、山崩和旱災，國人認為這是掌權者亂政導致的，連伯陽父都說「周將亡矣」。鄭桓公聽從伯陽父的建議，將族人東遷至東虢國（今河南滎陽）與鄶國（今河南新鄭西北）之間，準備重建鄭國。虢石父攻滅焦國（今河南陝縣），準備東遷西虢國。當時西戎屢侵周土，伯士於伐六濟之戎戰敗而死，秦襄公之兄伯父於犬丘（今甘肅禮縣）抵禦西戎戰敗被擄。
周幽王廢立太子之事，將西周推入深淵。周幽王討伐褒國而獲得褒姒，周幽王十分寵愛她。周幽王廢正后西申侯之女及太子宜臼，改立褒姒為后及其子伯服為太子，宜臼只能投奔西申國（推測為今陝西郿縣）。申侯聯合鄫國與西戎擁護宜臼，周幽王也在隔年出兵伐西申國。最後申鄫引西戎、犬戎擊敗周幽王。前771年鎬京陷，犬戎於戲地驪山（今陝西臨潼東）殺周幽王、太子伯服與鄭桓公，俘虜褒姒，盡取周賂而歸，史稱犬戎之禍，西周亡。戰亂期間，王室貴族紛紛埋象徵權力的鼎、簋、盤等銅器後東逃東土。

## 东周歷史

### 東遷與王權低落

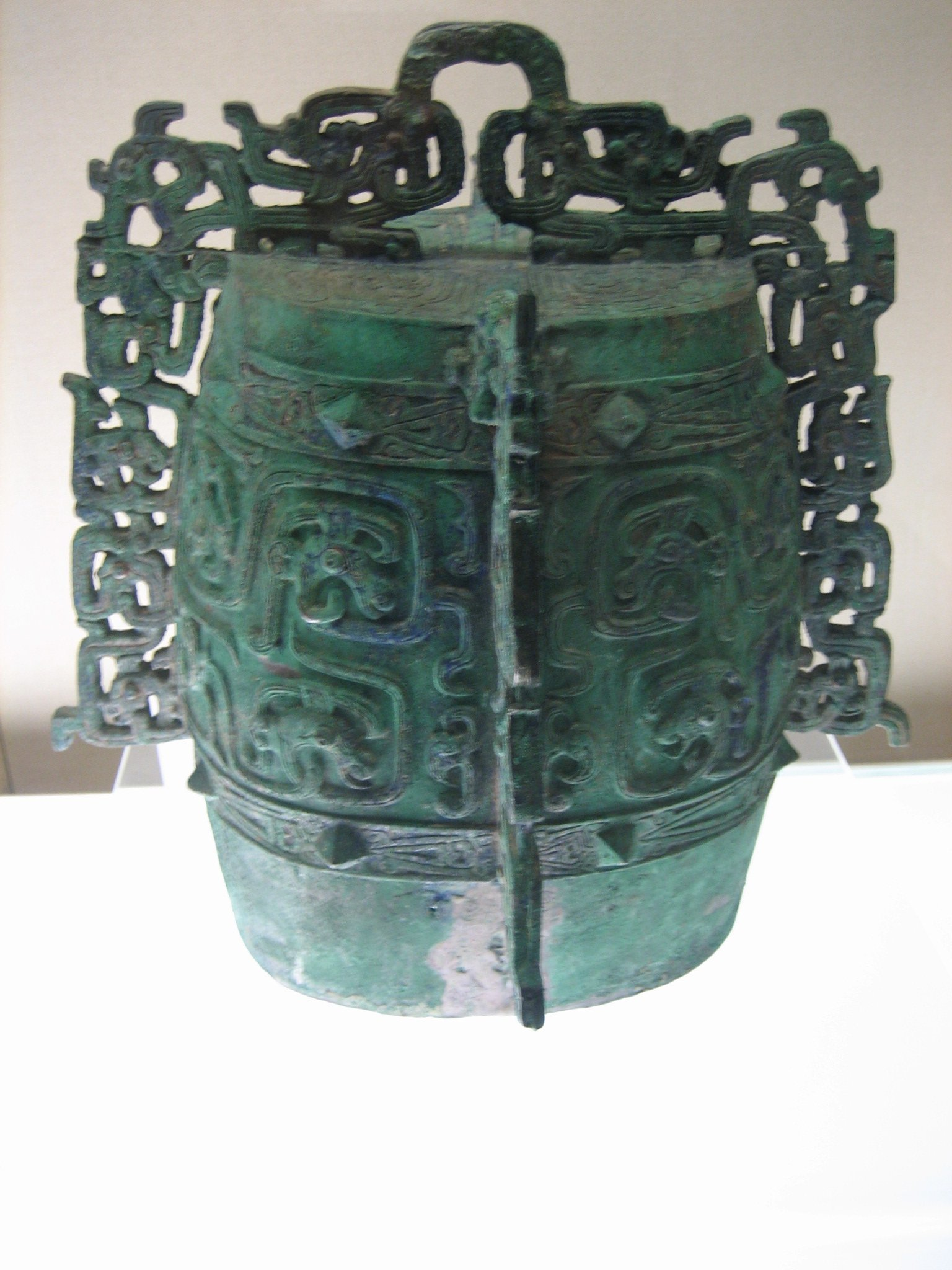
秦公鎛紀載秦襄公到秦憲公等四代世系，以及秦襄公受周王賞宅受國之功，寶雞青铜器博物院館藏。

周幽王被殺後，進入東周時期。前770年申侯、鄫侯、許文公與鄭武公等諸侯立宜臼為王，即周平王；虢公翰可能以周平王稱王不正為由，於攜（今陝西西安北）立王子余臣為王，史稱周攜王。二王分立的局面，直到前750年晉文侯攻殺周攜王而止。周平王基於某種原因，在晉文侯、鄭武公與秦襄公護送下東遷到成周洛邑，史稱平王東遷。時任西垂大夫的秦襄公早在犬戎之禍就從秦邑（今甘肅禮縣西北）舉兵抗敵，並與晉文侯有護送之功。周平王就把岐周之地封給秦襄公（秦襄公成為諸侯，建秦國），將汾水之地給予晉文侯。秦襄公、秦文公先後力戰犬戎，最後收復岐周之地，並將岐東地區歸還給周室。
東周可分為春秋時期與戰國時期，中國進入諸侯爭霸的時代，周王威嚴掃地，僅有天下共主的虚名。此時周室喪失西半部王畿，土地、人口都大為縮減。平王東遷後，還需要鄭國、卫国和晋国等諸侯供给糧食。而鄭伯掌控王政大權，屢次挑戰周室威嚴。周平王時，先後由鄭武公、鄭莊公父子擔任卿士，掌握王政大權。然而到鄭莊公時，鄭伯只關心鄭國事務，對周室漠不關心。周平王感到不滿，有意起用虢公忌父來分化鄭莊公大權，引起鄭莊公強烈不滿。周平王為了平息，於前720年以王子狐入鄭為人質，鄭國也派公子忽入周為人質，史稱周鄭交質。《左傳》認為周鄭互質，貶低了周室威嚴，是「禮崩樂壞」的縮影。
到了周桓王時，周王有意擺脫鄭莊公的控制，打算起用虢公忌父執政。而鄭莊公就收割溫地的麥和成周的禾以威脅周室，激怒了周桓王。前717年鄭莊公入朝，周桓王就不以禮接待鄭莊公。鄭莊公對周桓王更加不滿，與魯國交換領土時就不稟告周王。前706年周桓王罷免鄭莊公卿士的職位。鄭莊公大怒，不朝見周桓王。周桓王就命虢公林父與周公黑肩率蔡國、衛國與陳國等諸侯聯軍攻鄭國。但聯軍被鄭軍擊敗，周桓王更被鄭將祝聃射中受傷，史稱繻葛之戰。此戰使鄭國成為春秋初期的強國，史稱「莊公小霸」。而周天子對諸侯已經失去控制，「禮樂征伐自天子出」已經一去不返。

### 尊周攘夷

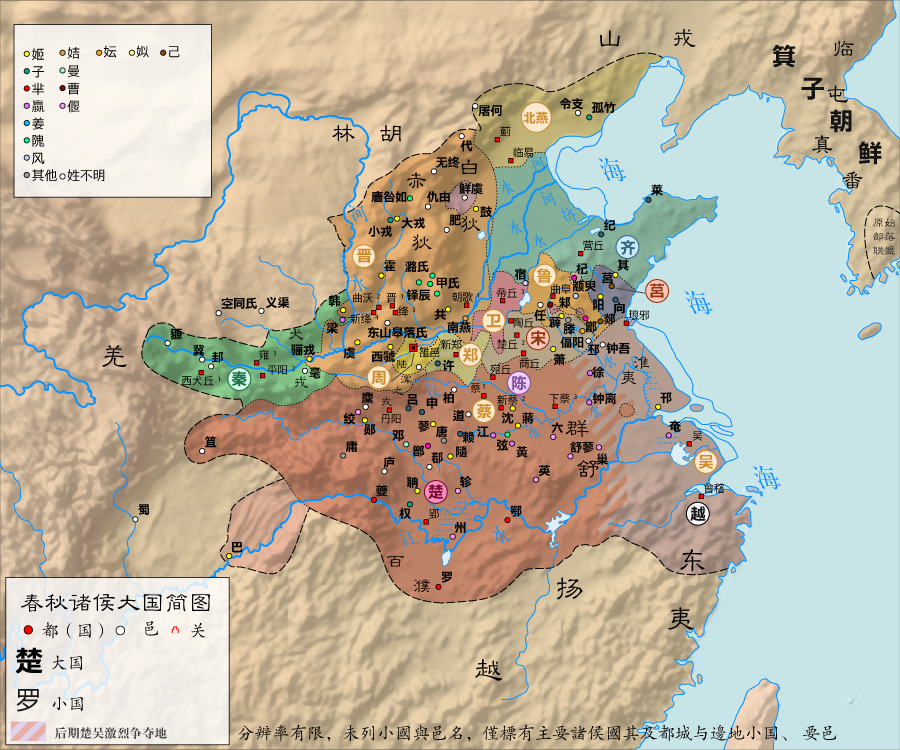
春秋時期諸侯分佈圖。

諸侯國為了爭奪土地、人口以及對其他諸侯國的支配權，不斷進行戰爭。誰戰勝就召開盟會，強迫諸侯國認他為霸主。前720年，齊國齊僖公與鄭莊公結盟於石門，為諸侯間互相結盟的開始。前717年，齊僖公又與魯隱公結盟於艾。其後十數年間齊僖公先後主持多國會盟，平定諸國，成就僖公小霸。然而東周諸侯互相攻打，外又有楚國、狄戎等四方夷狄入侵華夏。諸侯需要團結一致，才不會被各個擊破。齊國管仲輔佐齊桓公，以尊王攘夷為號召，外平夷狄，內制諸侯，讓諸侯尊王。聯合九國諸侯抵禦楚成王北伐，至此東周粗安。齊桓公之後，宋襄公、晉文公、秦穆公與楚莊王先後崛起，《史記》稱春秋五霸。
周王室方面，周莊王時發生周公黑肩之亂。周公黑肩打算殺周莊王，改立莊王弟王子克。周公黑肩最後被周莊王與辛伯所殺，王子克奔南燕（河南延津）。周惠王時，發生五大夫作亂（共有蒍國、邊伯、石速、詹父與子禽祝跪等人），五大夫立王子頹為周天子，周惠王奔溫（今河南溫縣南）。最後仰賴鄭厲公與虢公醜協助平亂，鄭國獲得虎牢（今河南滎陽）以東的土地。周惠王對齊桓公十分忌諱，不願賜與霸主稱號，反而命楚成王得以征討南方不服之國（成為霸主）。晚年寵愛幼子王子帶，欲立為嗣，約鄭國聯楚國、晉國以成此事，但此時齊桓公稱霸天下，與諸侯會盟力挺太子。周惠王駕崩後，太子即位為周襄王，並封齊桓公為霸主。
周襄王欲伐鄭國，聽從王子帶建議，娶狄人女隗氏為隗，取得狄兵伐鄭。事成後因王子帶與隗后私通而黜后。意圖篡位的王子帶就於前636年引伊雒之戎等等狄人擊敗周襄王，佔領成周。晉文公為了成就霸業，在前635年出兵滅王子帶，迎接周襄王返回成周復位。前632年，晉文公居然召周襄王到踐土（今河南原陽西南）會盟，周室權威盡失。周襄王為了連秦制晉，以秦穆公稱霸西戎為由，命他為西方諸侯之伯（成為霸主），最後使晉秦相爭。周襄王去世時，王畿已縮小，周室無錢安葬襄王。而諸侯國以晉國為首，聯合秦國、齊國對抗楚國。
周定王時，晉國衰退，楚莊王擊敗中原諸侯國，稱霸天下。前606年周定王元年，楚莊王征伐陸渾之戎，進軍到成周洛邑的南郊，問鼎中原。周定王派王孫滿出使楚軍，楚莊王詢問周朝國寶九鼎大小輕重，欲逼周室投降。王孫滿以有德者方能取天下辭退楚莊王，楚莊王不敢取代周朝導致天下諸侯圍攻，便受封霸主稱號撤兵回國。春秋後期，晉國與楚國南北對峙，晉國拉攏東南吳國牽制楚國。吳國屢次威脅楚國後，楚國拉攏越國以牽制吳國。這使得東南吳越相繼興起。前482年，吳王夫差在黃池（今河南封丘西南）會盟諸侯，與晉國爭霸獲勝，受周敬王使者封為霸主。前473年，越王勾踐滅吳國後，馬上北上与齐国、晋国等诸侯会盟徐州（今山東滕縣南），经周元王派使封為霸主。春秋末年，周王室控制的地區只等同於一個弱小的諸侯國，僅在名義上保留周朝最高權力者的地位。

### 王畿分裂
春秋末年，周王室由姬姓劉氏和姬姓單氏為卿士，劉氏為周頃王之子劉康公的後裔，屬於王室近親；單氏為西周初年由周族首領一支單公的後代，屬於王室遠親。周景王的太子壽早死，改立王子猛為太子，卻寵愛庶長子王子朝。前520年四月，周景王臨死前囑咐賓孟要扶立王子朝，然而卿士劉獻公與單穆公依舊立王子猛為周悼王。不久，王子朝得到毛伯得、尹文公與召莊公的支持，擊敗周悼王，佔領周王畿，史稱王子朝之亂。周悼王去世後，晉國扶持周敬王對抗王子朝，形成東王周敬王與西王王子朝分據王畿。前516年，晉國卿士趙鞅大合諸侯，出兵支持周敬王，周王畿再度統一，劉單二氏的權勢更重。而劉氏因為與晉國范氏親密，趙鞅在擊敗范氏後迫使周王殺劉氏謀臣萇弘，至此劉氏衰退。周貞定王時劉氏滅亡，單氏獨秉周政，成為王畿內唯一的大族。
東周到了戰國時期，以下克上事件不斷。諸侯本身的權力與地位，也被內部卿大夫、士等貴族與高級官員給威脅。例如周威烈王時晉國領土被韓虔、趙籍與魏斯等三卿瓜分，建韓國、趙國與魏國等國，史稱三家分晉。前386年周安王封齊國大夫田和為齊侯，即田齊，史稱田氏代齊。連周室也陷入世卿單氏掌控，史稱單氏取周。
前344年魏惠王稱王。這是戰國時期諸侯國國君第一個稱王，表示形式上周王室最高權力的地位已不再存在。楚（春秋已稱王）、魏、齊、燕、韓、趙、秦等七國陸續稱王，史稱戰國七雄，周天子反而還要恭祝諸君稱王。前370年，齊威王朝見周烈王，使齊威王賢名更盛。前364年，秦獻公於石門山之役大敗魏軍，諸侯震動，周顯王亦祝賀「獻公稱伯」。齊秦先後擊敗魏國，局勢演變成秦齊爭霸，秦昭王与齐湣王還一度自封東西二帝。而周王畿分裂成東西兩周，周天子成為無地之王，只能依附東西周公。前440年周考王時，為了續其弟姬揭周公官職，就封於王畿（今河南），是為西周桓公，建西周國，王畿更為縮小。前367年周顯王時期，西周威公去世後，其少子姬根叛亂，趙成侯與韓國就扶持他於東部建立東周國，都鞏地（今河南鞏義）。周王畿分裂成西周國與東周國兩個小國，周王住在東周國。周赧王時，東周公不願供養周天子，周赧王只能依靠西周公，遷居王城。

### 周鼎易秦
戰國中晚期，秦國屢攻六國，群雄多次或合縱以眾小抗大、或連橫連大滅小。其中楚考烈王組織各國合縱，慫恿周赧王擔任聯軍召集。周赧王求助西周君，傾西周國國力組建軍隊，與諸侯約在伊闕（今河南龍門）會師。最後只有楚國和燕國軍隊到達，合縱失敗。前307年秦國報復諸侯，出兵借道两周攻韩國，周人不敢得罪秦軍，只能閃避。前256年，秦將軍摎攻伐韓國與趙國，取陽城（今山西陽城）、負黍（今河南登封西南）等數十城。西周君驚恐，聯繫諸侯，出兵伊闕抵禦秦軍。秦將摎攻入西周国，西周君投降，秦奪九鼎，西周國亡。同年周赧王去世，無繼承人，東周滅亡。前249年，東周文君意圖聯合諸侯抗秦，被秦國相邦呂不韋攻入國內，東周國亡。前246年，秦王政即位，他任用尉缭、李斯等人，用金钱分化六國，發動秦滅六國之戰。前221年秦王政統一中國，建立秦朝。

## 疆域

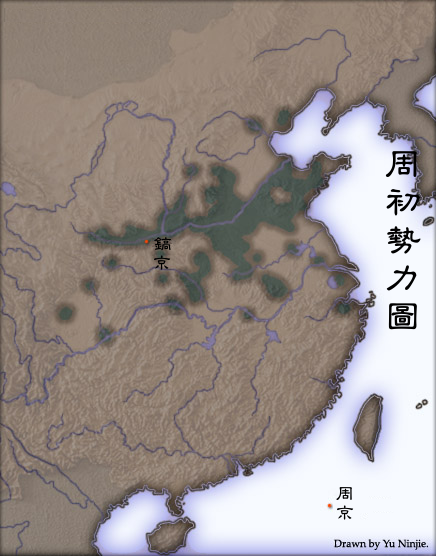
绿色部分为西周王畿與諸侯國的疆域。

周朝興起於今陝西渭水流域的周原（今陝西岐山），在季歷與西伯昌（即周文王）的經營下擴展至陝南、晉南一帶。到周武王時大會蜀、羌、彭等等西土諸侯（隴南、四川與湖北等），史稱孟津之誓。武王伐紂的勝利，使得「小邦周取代大邑商」，定都於鎬京（今陝西長安），領土拓展到東土晉中、河南、山東等地。但是殷商勢力與東夷勢力尚盛，其民众与周人在文化、思想方面幾乎不同，周武王採用分封宗室功臣的方式鞏卫成周洛邑（今河南洛陽）與監督東方廣大的殷民與東夷。周公旦發動周公東征平定殷商與東夷、淮夷後，藉由封建制度武裝殖民宗室功臣到東方交通與政治據點。其中以五個諸侯國為主，成為周朝的藩屏：掌控東夷蒲姑、奄的齊國與魯國，守衛北方、東北方的晉國與燕國，監控殷都與掌控東方交通中心的衛國等。成康時期，周朝疆域東至大海，西至渭河上游，北達肃慎（今辽宁朝阳），南到江淮、漢水以北一帶，領土擴張到最大。
在昭穆之後，周朝遭到荊楚與東南徐國的挑戰。在懿孝夷厲時期，宗周又受到犬戎、鬼方與西戎等侵擾。周王或是好利、或是黷武，與諸侯國的關係日漸冷淡，甚至任意廢立諸侯。這些都使周朝疆域衰減。直到宣王中興時，周宣王派兵擊敗周邊蠻夷如獫狁、西戎、淮夷、徐國和荊楚等方國，周朝疆域再度恢復，在諸侯國的地位也再度提高。周朝中後期，為了抵禦荊楚地區庸、盧、彭、濮等方國，在漢水兩岸、漢陽與南陽地區分封諸侯以建立防線。在漢水東岸有鄧（曼姓，今湖北襄樊）、鄀（允姓，今湖北鍾祥），在漢水西岸有穀（今湖北穀城西北）、盧（媯姓，今湖北襄樊西南），作為限制楚國的第一防線。在漢陽有隨（今湖北隨縣）、唐（今湖北隨縣西北）等姬姓國。南陽有申（今河南南阳）、呂（今河南南陽）等姜姓國，作為限制楚國的第二防線。這些「漢陽諸姬」諸侯國為南疆屏障。
然而到周宣王晚年，因為一連串戰爭失利，國力大傷，再加上周幽王昏庸殘暴，與申國交惡，最後引來犬戎之禍，西周滅亡。周平王後的周朝，周王畿已經喪失一半，只能在諸侯的護送下遷都到成周洛邑（今河南洛陽）。周天子權勢一落千丈，號令不出王畿，被諸侯國欺負。諸侯國互向兼併，又受四夷侵略，岌岌可危。春秋時期有賴霸主尊周攘夷，尚能穩定周天子與諸侯國的關係。到戰國時期，七雄稱王爭霸，周天子只是一個擺飾。後來周王畿分成東周國與西周國，周天子只能交替遷居兩地，有國無土。

## 行政區劃

### 封建制度

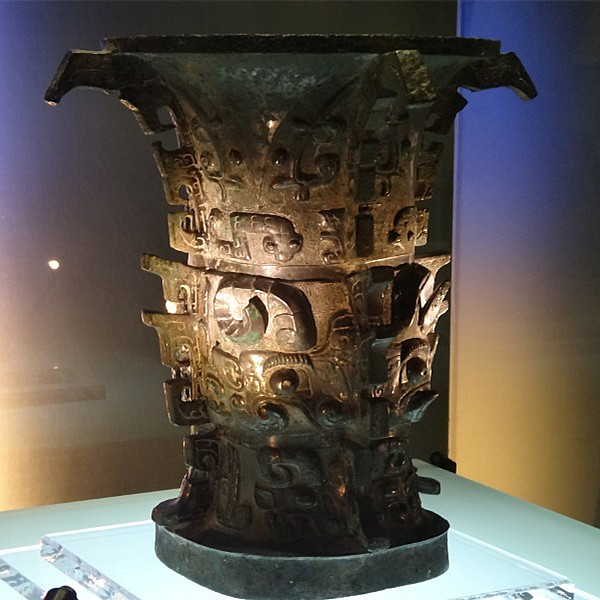
何尊證實建立洛邑與營建成周的事蹟，寶雞青銅器博物院館藏。

封建制度即「分封制」，王室藉由土地、權力分封，以君臣宗法關係，讓周室可以掌控地方諸侯。史前時期為雛型、商朝形成，到西周逐漸完備、典型，在春秋戰國時期走向衰退並逐漸被郡縣制取代。周王為天子，直轄周土王畿，也是中原地區眾諸侯國及外族方國的共主。周王畿為宗周鎬京（今陝西長安）及成周洛邑（今河南洛陽）所展開連成的千里土地，這兩個城市分別是西土與東土的政治與交通中心。王畿以外的地區則分封給宗室、功臣與歷朝後裔的諸侯國，或是歸附的方國。諸侯受周天子冊封，管轄諸侯國，並向周天子納貢。在分封儀式中，天子一面「受土」，包含山川、田地與城市；一面「受民」，包含天子分配的移民與封地的原住民；同時依其爵位賞賜一定車服器物，規範承擔繳納貢物、軍事保衛與服從命令等義務。
諸侯國為世襲，但理論上可由周王室收回分配。諸侯在其國內可設置官員與軍隊，有些諸侯還能兼任王室官吏，周初衛康叔為司寇，西周末期鄭桓公為司徒。周天子有權干涉諸侯內政，在部分大國還派國監或國守去行政、監視諸侯，與諸侯並稱為「諸侯、諸監」。例如齊國就有國氏和高氏監國，周初為了監度武庚設三監。但隨著國守與諸侯互相通婚，再加上東周王權的衰落，使得監督機制瓦解。卿大夫受諸侯冊封，領有采邑。卿大夫擁有采邑的自治權但不能對外自主，為周天子與諸侯的屬官。
再下為士，受卿大夫分封食田。士分成統治貴族與平民，統稱國人。國人為居住在國邑（城敦）內的平民，由周人貴族、臣屬商人貴族、夷狄世族與周人、商人平民組成。平民平時需要耕種農田，戰時需要組織軍隊作戰。而國邑之外的平民為野人，即國邑外的當地原住民，又被稱為鄙人，為尖錐的圓盤。當時傳統氏族制的影響力還很大，國人參與政治，野人沒有這個權力。圓盤外為方國外族。
這樣把統治土地、臣民的權益一級一級地分下去，建立起「王臣公、公臣大夫、大夫臣士」的從屬關係。西周時的分封大多為周天子對諸侯，諸侯對國內卿大夫的分封要到春秋時才逐漸發展起來。這是因為諸侯新建，人口稀少，國事粗簡有關。周初時的采邑主要集中在王畿內。畿外諸侯國很少在自己封地在為卿大夫分封采邑。

### 國野鄉遂
周朝的地方區劃為國野制度。國野制度到春秋時期開始瓦解，到戰國則普遍為郡縣。國與野的界線，據《國語》、《孟子》說法郊內為國，據《小司徒》、《載師》與《質人》說法城內為國。清朝學者認為國與野的界線為郊。而現今部分學者認為封疆內為國、封疆外為野，約是城鄉的關係。另一部分學者認為，西周有國、都、邑、野、鄙等地方制度。周王和諸侯的都城為國，諸侯國中的大城為都，小城為邑，國都邑之外廣大區域稱為野或鄙。周人與外族貴族、周人平民居住於國，其他平民與原住民、奴隸居住於野。
王朝的畿內和諸侯國都有這種國野之分，但是「國」的地位為武裝移民據點或政治中心居多，並非經濟生產據點，沒有調節生產的能力，一般仰賴「野」供給糧食，所以周人的殖民營國也兼閡野。西周末期開始，國野區別開始漸漸消失。春秋時期國野區別消失加劇。春秋時晉國「作州兵」與魯國「作丘甲」，讓野人與國人一樣當兵，從而擴大兵源。春秋中後期，國野的趨同，原鄉存於國人中的「鄉校」亦常見於野人之中。
周朝的聚落組織，為鄉遂制度。王畿以距城百里為郊，郊內為鄉，郊外為遂。王朝六鄉六遂，大國三鄉三遂。《周禮》記錄的鄉制與遂制十分整齊劃一，不確定西周是否真的採用此系統。到春秋時期，聚落組織也發展成「書社」階段，出現鄰里與鄉黨的聚落單位。黨是為有血緣關係之人組成之公社，關係密切，多相連稱。一旦其中一人出事，往往同黨之人多受牽連。鄉是郊內「國人」居住的聚落，原來本指一個公社組織。

### 畿服與爵位

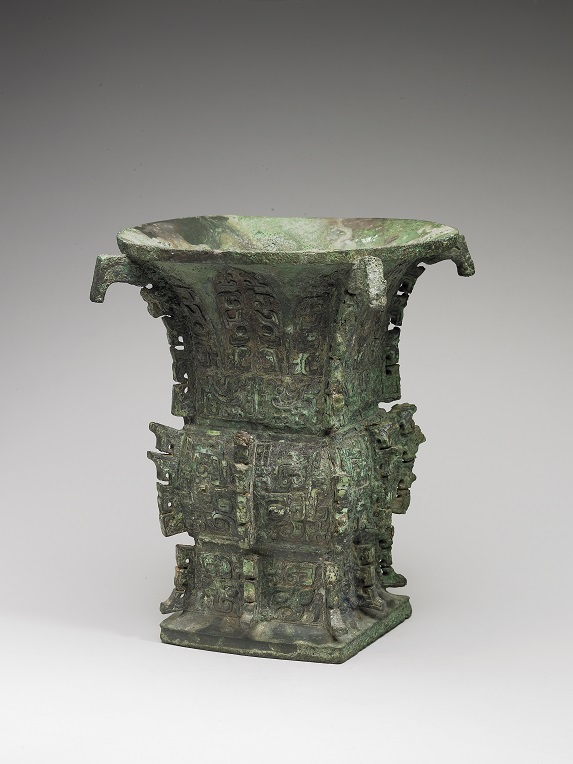
夨令方尊證實西周諸侯爵位至少有「侯、甸、男」，國立故宮博物院館藏。

據說周朝還實施「五服」或「九服」制度，即畿服制。也就是從王畿向外由近而遠劃分五個或九個不同區域，這些區務對王室有不同的責任和納貢義務。近今學者，多認為「五服」或「九服」制度是東周時人之理想規劃，並非上古時期的歷史真跡。然而從諸多證據顯示，畿服制也不是後人捏照，確實存在於周朝。而且又有內服、外服之說。內服，為王室內部諸百官；外服為王畿外的諸侯方國，內外服還有許多說法。總之畿服制的事實真相還須持續研究與釐清。
周朝的爵位，據古代《周禮》和《禮記》等儒家書籍說明，爵位為公、侯、伯、子、男，稱五等爵。近現代學者對周朝是否具備完整的五等爵抱持懷疑與否定的態度，並且依據金文和古代文獻考證與研究。部分學者認為無五等爵之分，只有大國、次國、小國與附庸，或是認為爵位無固定稱呼。另一部分學者參考金文，認為五等爵是可信的。但是其中一些學者認為稱謂可能是畿服制的侯、甸、男、采、衛。
現今學者已確認西周時期的爵制並非五等爵制，要到東周之後才形成五等爵制的雛形，漢代後才逐漸完備五等爵制。公、侯、伯、子、男本來都有各自的意義，是意義延伸才逐漸與爵位有關。其爵位體系一開始也不是同一個體系。公與伯屬於西周中央朝廷官職的級別，尊稱公的官員大多是師保等級，尊稱伯的官員則是次等的司馬、司工等卿士。而伯本義為兄弟之長，意義延伸為宗氏之長和國君。而子原本是強調嫡子地位，並藉此成為宗族首領甚至是一國君長。侯男屬於「侯甸男」的地方諸侯體系，侯負責駐衛、視察、管理邊境領土，而男次一等，可能是侯、伯等所委派，協助侯管理邊境領土。而不是周廷同一體系方國蠻夷君長，比較強盛需要友好的方國君長稱伯，而歧視外族蠻夷君長則貶稱子。所以可以發現，西周王朝中的大臣都稱公，如周公、召公。畿內諸侯多稱「伯」，如芮伯、鄭伯等。畿外諸侯多稱「侯」，如魯、衛之君稱魯侯、衛侯。當諸侯去世時，一律尊稱公。總之，周朝應該有爵位、等級之分，但絕不是五等爵制，其詳細內容還需要繼續研究。

## 政治體制
周朝的中央權力為王權，周王是最高權力者。其下透過封建制度、宗法制度、禮樂制度等典章制度，維繫與諸侯國、官員、國野人民的關係。周朝官制複雜不清，是一個未釐清的問題。整個社會階級可類比成尖錐。從縱切來看由上至下為君臣關係的封建制度，從橫切面來看由尖至錐為血源關係的宗法制度。

### 職官官制

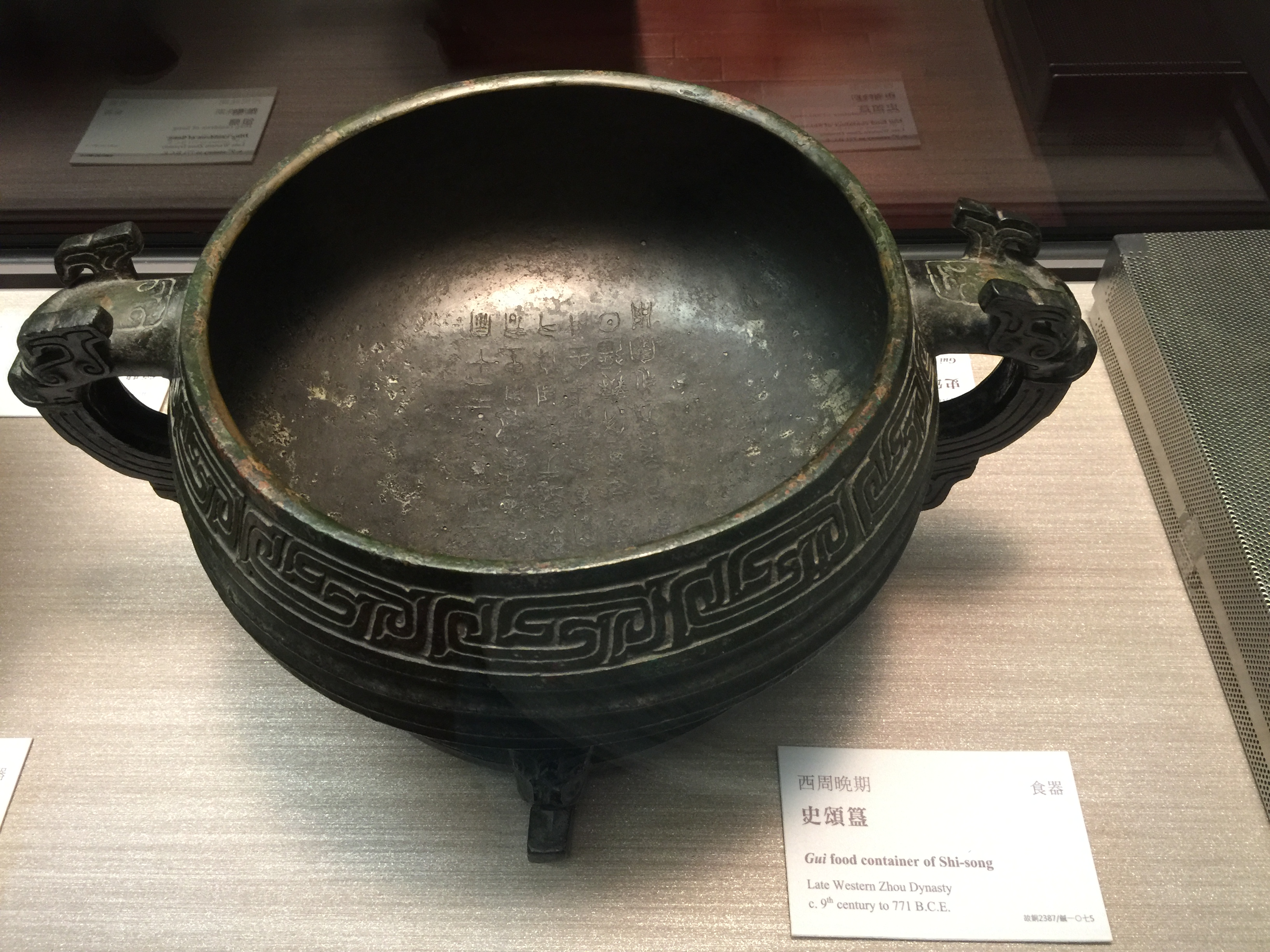
史頌簋完整記錄周王冊命官員的制度及全過程，国立故宫博物院館藏。

周朝中央職官以兩寮為基本框架，即管理行政事務的卿士寮機構與管理禮儀、祭祀工作的太史寮機構。卿士僚（或稱卿事寮）的主官為卿士，其正式官職在西周初期為太保或太師，西周中期之後為太師。卿士主管周室的「三事四方」。「三事」為王畿内三事大夫，管理王畿政事，為內服；「四方」則是王畿以外的邦君諸侯，管理四方諸侯事務，為外服。內服、外服源自商朝的畿服制度。從《令彝》得知，三事大夫為諸尹、里君與百工。諸尹又稱「任人」，管理政務；里君又稱「牧」、「常伯」，管理民事；百工泛指各種官吏。從《尚書·周書·立政》得知還有準夫、又稱「準人」，管理法律。從《盠方尊》得知卿士僚的屬官為「三有司」（可能就是三事太夫），為司土（徒）、司馬與司工（空）。司徒掌管農業、畜牧與山林，有時候還要管理天子的藉田；掌管軍事的司馬；掌管建筑、建器具等百官的司空。另有司士管理軍法，司寇管理刑狱審判，合稱五官。太史寮的主官為太史，主管冊命、制祿、祭祀、時令、圖籍等，既是文職官員的領袖，又是神職官員的首領。祭祀、禮儀屬官為六卿（或稱六大），又稱「天官」，除掌曆法記事的太史外，還有管理天子家事與國家政事的太宰、掌祭祠禮儀的太宗、掌祈禱的太祝、掌神事的太士、掌占卜的太卜等。六典為偏向原始宗教制度的官職，在西周中期後逐漸廢除，改成偏重五官的政務官職。師是職位較司馬低的軍官，是軍隊的統帥，而“亚旅”、“虎巨”等也是军官。至於內廷事務官：掌管馬匹的趣马，掌王食和出纳王命的膳夫。
周朝官制有公、卿二級。公級在早期有太保、太師、太史，後期為太師與太史。卿級在早期有司徒、司馬、司工、司寇、太宰、公族，到中期之後司寇地位下降，只有五官。周天子任命三公總理百官，為執政大臣。例如《毛公鼎》記載毛公主管卿士寮與太史寮事務。三公為後世概稱，源自太師、太傅、太保與太史尊稱「公」，如召公奭官為太保，周公旦官為太傅、太公望（即呂尚）官為太師，畢公高官為太史。三公在西周初期為年少國君的監護者，又以周公旦、召公奭為尊。召公奭留守宗周輔佐周成王，周公旦留守成周以掌控東土，史稱「分陝而治」。西周中期，太保地位下降，以太師與太史為主。到西周晚期，太師等執政大臣統稱為卿士。例如東周周桓王伐鄭時，虢公林父為右卿士，周公黑肩為左卿士。周朝官制的特點之一是重視史官，周人尊重祖先，任命、受官、戰爭、祭祀等國家大事都要在宗廟向祖先報告，即「告朔」或「朝廟」。這些禮儀都由太史主持，使得太史掌握朝廷行政和用人大權，成為僅次於太師的執政大臣。太宗又稱宗伯，掌祭祠禮儀，其地位尊貴，例如冊命禮是由太保、太史與太宗共同舉行。有些官職雖然低微，但是時常親近天子的緣故，能夠掌控大權。例如《大克鼎》提到天子的膳夫可以擔任出納王命的重職。當時已經區分政府事務與天子家事的概念，例如《毛公鼎》提到「我邦、我家」，「朕褻事」等。
周朝諸侯的職官方面，諸侯初步設有卿、太夫、士等職級的政事官，以及周天子派往各諸侯國的「監」。西周時，諸侯國立國不久，地盤不大，政事粗簡，所以職官不會如《禮記》、《周禮》說的那麼齊全。西周時期諸侯國官制的實際狀況還需要考古資料來釐清。西周中後期，王室和諸侯國的卿、大夫們已經初步設有家臣以管理家族和采邑內部事務，但是家臣制還是到春秋時期之後才興盛、完備。
所謂三公九卿應該就是三公三孤六卿。尚書周官：立太師、太傅、太保，茲惟三公，論道經邦，燮理陰陽，官不必備，惟其人。少師、少傅、少保，曰三孤，貳公弘化，寅亮天地，弼予一人。冢宰掌邦治，統百官，均四海。司徒掌邦教，敷五典，擾兆民。宗伯掌邦禮，治神人，和上下。司馬掌邦政，統六師，平邦國。司寇掌邦禁，詰姦慝，刑暴亂。司空掌邦土，居四民，時地利。六卿分職，各率其屬，以倡九牧，阜成兆民。

### 世官世祿
西周的公、卿與大夫等高官，採用世官世祿制（官爵世襲），又稱「世卿」，按禮必須由天子重加冊封。世官世祿制就是官職與俸祿都是貴族世襲，子承父，孫承子。當封主或被封者發生變化時，都要由封主再重新敕命被封者的官職。而被封者的子孫繼承官職時，也要由封主重新冊封官職。例如周公、召公之職，到東周時期還由周公旦與召公奭的後裔擔任。而虢季氏世代為「師」（將軍），宗周微氏世代為太史。這種制度可以保持牢固的血緣關係、人群基本以征服族與被征服族來區分，並且受到宗法制度的保護。掌政的世族都要把持其權力。所以，魯國有三桓，鄭國有七穆，宋國為華氏當權。所謂「政由寧氏」，則是舉族而言的。世族之身份和地位，並不是天子和國君所能決定，而由世襲而成。世族有和周王同姓異姓之分，他們的形成各有特點。周王室的世卿巨室大多是周初東征的貴胄，不是周王親戚就是氏族後代。世官世祿制一直到了春秋末年及戰國時期，封建制度被破壞而止。

### 宗法制度
宗法制度源自父系家長制，商朝已具雛形，至周朝逐漸完備。周代以嫡長子（宗子）為繼承人，這一路繼承下來的一脈為「大宗」，嫡長子的諸弟各自流傳的一脈為「小宗」。大宗與小宗是相對關係。各宗的嫡長子為該宗繼承人，旁系封為卿大夫，卿大夫旁系封為士，依此類推。整體來說，一姓始祖的宗子一脈為「百世不遷」的大宗，小宗限於五世，超過則遷，改認四傳嫡長子為宗兄。大宗不能絕戶，小宗可以滅絕。宗主可以掌控宗人的生殺大權，戰時可以統率全宗人，宗人需要遵從、服從宗主。野人不能有宗法制度，只能由父母子女組成的家庭關係。
宗法制度使得周天子不但是諸侯的君主，也是大家庭的宗主。周天子看重宗法關係，稱同姓諸侯為「叔父」非「某侯」以拉近關係。另有宗統君統的問題。所謂宗統，即是宗族系統，意指以宗主為代表的宗族譜係的傳承。所謂君統，即是指天子與國君之位的世系傳承。君是宗法關係中的宗主，承宗廟之重而為宗廟主，並沒有超脫于宗族之外。國君身為宗族主，當有“收宗睦族”之義務。不少周朝青銅器皆刻有「子子孫孫永寶用」銘文，反映對宗族血緣觀念的重視。
周朝的宗族政權主要透過「天子建國，諸侯立家，卿置側室」的分級立宗的分封制建立起來的，所以「天子有公，諸侯有卿，卿置側室，大夫有貳」。國的統治者稱國君、家的統治者稱家（君）長，為各級宗族政權的宗主。使得西周政權具有宗族的特性。

### 禮樂制度
禮樂制度為父系氏族制階段的風俗習慣加以發展和改造，用作統治人民和鞏固貴族內部關係的一種手段。據說周公認為音樂可以陶冶性情，因此製造樂器、編訂樂曲，配合禮法。西周的「禮」由原始的祀神之事延伸為治國馭民的大綱、基本的原則、判斷是非的依據、綱紀人心的道德規範。所以古代的「禮」，涵蓋典章制度、禮節儀式、道德規範等。例如規範了分封制、嫡長子繼承制、宗法制、井田制、畿服制、爵諡制與法制等。這也是商周時國家、社會還是處於人少事簡，社會單純的狀態所制定的規範。
還有昭穆制度，即字輩譜，用以表明同宗親家族世系血緣秩序的命名字輩序列。周朝在宗廟次序排列、墓地墓位排列及祭祀、宴饗等活動，都會序昭穆順序。古代宗法制度，宗廟次序，始祖廟居中，以長輩群為昭、晚輩群為穆，代代遞為昭穆（例如父輩為昭，則子輩為穆。上下延伸祖輩為穆，孫輩為昭）。以左為昭，右為穆，墳地葬位的左右次序與子孫在祭祀時排列行禮也都是依昭穆。可見，昭穆是伴隨祭祖活動而誕生的，它一齣現就具有敬祖敦宗的內涵。昭穆制度還規定天子七廟、諸侯五廟、公卿三廟、士一廟、庶人無廟。
西周的法受禮教影響，有三個特徵：凸顯「親親」、「尊尊」，也就是親近應該親近的人，尊重應該尊重的人，實際是維護等級制（「親親」「尊尊」的精神先後展現在昭穆制度與宗法制度）；強調明德慎罰，以刑輔德，德主刑鋪，也就是提倡尚德、敬德，不亂罰無罪，不亂殺無辜；受制、包容於德、禮。周王還以以禮來約束貴族，以刑罰來控制大多數的平民，也就是「禮不下庶人，刑不上大夫」。以維持「貴賤有等」、「上下有別」的宗法秩序。
周禮還有五禮，分為吉禮、凶禮、軍禮、賓禮、嘉禮。吉禮是對祖先和神祇祈求祥福的禮節。凶禮是指哀邦國之憂或天災人禍的喪葬禮節。軍禮是戰爭、田獵、築城等動員大量人力的禮節，例如有大師之禮、大田之禮。賓禮是諸侯對王的朝見、諸侯之間的聘問和會盟的禮節，例如有下級會見上級的贄見禮，周王任命、訓誡和賞賜下級的冊命禮（策命禮）等等。嘉禮是為了親善萬民的禮節，包括男女結婚的婚禮、古代成人禮的冠禮、笄禮、宴飲賓客的饗禮等等。

## 與諸侯國和對外關係

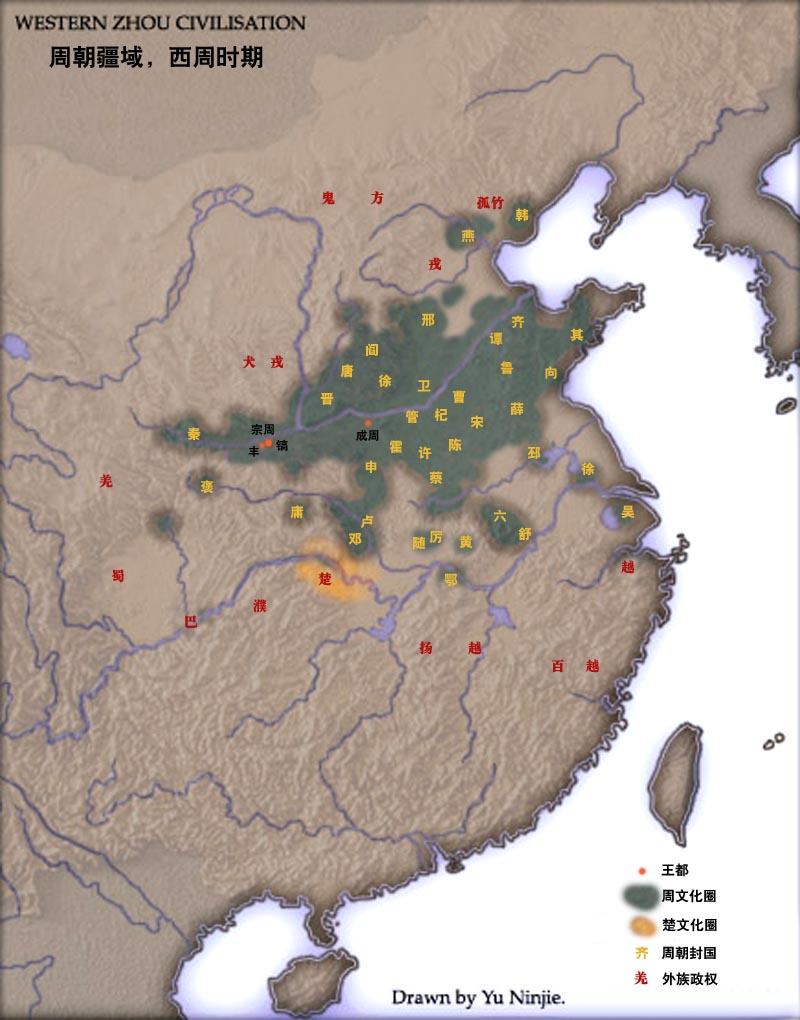
西周時期诸侯国與方國分布图。

周朝的對外關係，周室認為周王的地位高於萬邦，視萬邦的總和為「天下」，周室不認為有任何方國與其是對等關係。周朝所能控制與維繫的地域範圍，被視為周朝的地方勢力。但不受控制的範圍（如外族方國）則視為「戎狄蠻夷」，這些族群的體制也確實異於周朝。總之，這展示周王對較大地域內各類政治實體和人群擁有控制權的反映。

### 諸侯國
周滅商後，周室多次大規模分封王室子弟、功臣或異姓貴族到各地建立諸侯國，控管各地原來的氏族部落，代表周天子行駛對地方的統治權，鞏固周王宣稱的廣大領土。而周天子以君臣宗法關係，掌控地方諸侯，手握巡視列國、監督諸侯、廢立諸侯與任命諸侯之卿等權利，諸侯國只能從屬於周天子。諸侯國的封爵制度，在西周時期只能粗略代表其社會秩序，到東周之後才逐漸形成公、侯、伯、子、男等五等爵制度，但要到漢代之後才趨於定論。西周發生兩次大規模冊封，第一次是武王伐紂後，第二次是周公東征後。而周朝冊封諸侯的依據分為三類：
- 第一類是與周室有血緣關係的王室子弟[363]，所建立的諸侯國為姬姓封國，數量最多[364]，掌控戰略、經濟與交通要道，是西周諸侯國的主體部分。姬姓封國多為文、武、周公之胤，且多為周公東征後冊封。例如魯國、晉國等[362]。
- 第二類是異姓貴族，在武王伐紂與周公東征的過程立功，或是與周人有世代同盟的關係，所以也分封為諸侯以守衛周室。例如齊國、楚國等[362]。
- 第三類是古代帝王後代（二王三恪[p]），這類封國部分只是象徵性的，影響力不大。例如宋國、杞國等[362]。

東方重要的諸侯國為魯國與齊國。魯國為周公旦之子伯禽的封國，遷封於奄（今山東曲阜）。伯禽從周王領有殷民六族和寶物夏后氏之璜與封父之繁弱，奉命管理當地反周勢力不小的商奄遺民（東夷族）。伯禽率領許多精通禮制的人就國，依當地人風俗而施以周禮。到魯煬公時完全征服商奄之民，並遷都至曲阜。魯國成為周禮最完備的國家，在春秋時期成為周禮文化的中心。齊國為周文王與武王之師呂尚（太公望）的封國，遷封於營丘（今山東淄博）。呂尚出自姜姓，其姜姓部落與周室的姬姓部落互為姻親，且為聯盟關係。呂尚負責管理親商的薄姑遺民（東夷族），並且受周室給予征伐四方之權，征服周圍東夷小國，依循其俗而簡其禮，成為東方大國。

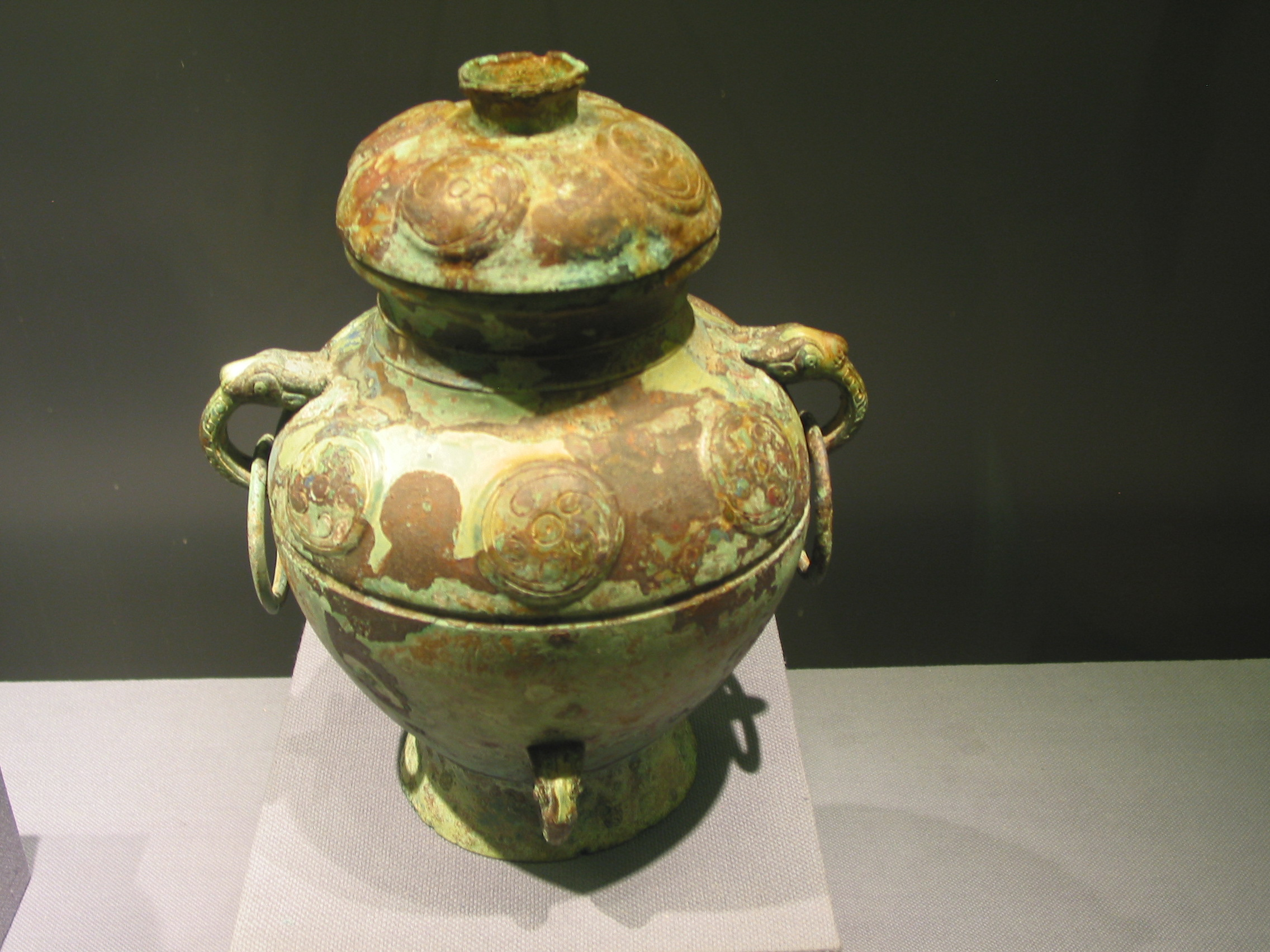
《克罍》紀載周天子封燕召公於燕，其子克至燕地就國，和《克盉》铭文相同，首都博物馆館藏。

北方重要的諸侯國為晉國，東北方則有燕國與邢國。晉國為周成王之弟叔虞的封國，都唐（今山西翼城西）。此地據說為夏朝中心，有夏墟之稱，周初有陶唐氏後裔所建的唐國。周成王滅唐國後，封其弟叔虞於此，襲用唐之國號，後改為晉。此地河流交錯，且有數個盆地。叔虞領有懷姓九宗人民就國，當地還有唐國遺民與狄人。晉君因其俗，就其禮，用「夏政」和「戎索」分別治理，各得其宜，周禮的影響力也較淡薄。燕國為召公奭的封國，由其子燕侯克負責遷封至薊 (今北京房山)。召公奭為周室宗室，且與太公望、周公旦並為開國功臣。燕侯克領有殷商大族、雩和馭族，以及微氏族、羌族和馬羌等一同北上。燕君負責開拓疆土，鎮守西周北土。但是到東周初年為止，燕國都沒有留下顯著的事蹟。邢國為周公旦庶子之一朋叔，於周康王時遷封至邢 (今河北邢台)，受賜州人、重人與庸人為臣屬。邢國負責阻擊泜水（今槐河）的戎人，防止其南下入侵周室。
原商室的核心領地分別由衛國和宋國領有。衛國為周武王之弟康叔的封國，遷封至朝歌（今河南汲縣北）。康叔從周王領有殷民七族，鎮守商朝核心的殷墟之地，啟以商政以懷柔商人。康叔還兼任周室司寇，位尊權重，其子康伯也受重用。宋國為殷商貴族微子啟的封國，都商丘（今河南商丘）。微子啟為商紂王（帝辛）的庶兄，商亡後投降周室。周公平定商紂王之子武庚的叛亂，使微子啟管理殷商遺民，建宋國。宋國周圍有曹國（今山東定陶西南）、杞國（今河南杞縣）、陳國（今河南淮陽）等諸侯。陳國以南還有蔡國（今河南上蔡西南）。漢水流域有隨國（即曾國）、申國、呂國等「漢陽諸姬」諸侯國，在南方還有周室冊封的異姓諸侯國楚國，楚人與當地荊蠻融合。
虢國和鄭國封於周王畿附近，其國君於西周晚期到東周早期陸續擔任周王的卿士，對周室政事有很大的影響力。虢國分別有西虢和東虢，為周王畿的東西屏障。周文王次弟虢叔封於雍地（今陝西陳倉），即西虢國；周文王大弟虢仲封於制地（今河南榮陽），即東虢國。鄭國為周宣王弟王子友的封國，封地於鄭（今陝西華縣東北）。犬戎之禍後，西虢國東遷到上陽（今河南陝縣東南），國土地跨黃河南北岸，又稱「南、北虢國」。鄭國東遷到新鄭（今河南新鄭），兼併東虢、鄶國等小國。
周室東遷到洛邑後，岐周舊地逐漸由新冊封的秦國所領有。東周時期的權力核心逐漸由周天子轉移到霸主諸侯，諸侯成為主角。春秋時期，位於成周附近的鄭國小霸，而後意圖爭霸的還有齊國、宋國、晉國、秦國與楚國。春秋中後期楚晉兩國長期南北對峙，征戰不斷。春秋晚期，東南沿海的吳國與越國興起，爭霸中原。戰國時期，卿大夫等強勢世族篡奪或瓜分諸侯國。如三家分晉成韓國、趙國、魏國三國，田氏代齊成田齊，與秦國、楚國、燕國合稱戰國七雄。周王畿最後也形成西周國與東周國，周王有國無土。

### 方國

古代中國認定的四夷示意图。

周室以中國自稱，其外邦按照方位概稱東夷、西戎、北狄與南蠻，實際上包含的民族或方國是複雜繁多的。周人興於涇、渭，曾長期與戎狄雜處。武王伐紂時，聯合西夷諸侯東征，諸侯範圍約陝、甘、晉，南不過四川、鄂西北地帶。滅商後，周室將目光放在東土，西土相對安定的多。周康王之後，衝突才陸續增加，例如伐鬼方。西戎在西周時代分佈甚廣，約涵蓋周朝西北和北方，有犬戎、姜戎和申戎（西申國）等分支，另有玁狁、鬼方。西戎與周室的關係，時而臣服時而衝突。犬戎是西周在北方最大的外患，在周初屢次侵略豐鎬以西與以北地區。周穆王征伐犬戎並獲得不少俘虜，遷部分犬戎至太原（太原之戎）。在周懿王時，犬戎再度興起，曾侵略鎬京，一度逼周室遷都。周厲王末年更是屢次掠奪，深入王畿。周宣王前期，周軍成功抵禦玁狁攻擊，命秦人屢伐西戎。但周宣王晚期，征伐太原之戎、條戎與奔戎（今山西夏縣西南）慘敗，雖然擊敗申戎（西申國），隔年又被姜戎擊敗於千畝。周幽王時，周室與申戎（西申國）爆發衝突，西申國就邀西戎、犬戎攻入鎬京，滅亡西周。犬戎受到秦國屢次攻擊，退出岐周地區，但秦國周邊還是有大荔、義渠等等戎族。其他戎族如驪戎與伊洛、揚拒、泉皋之戎於春秋時期遷入中原，參與各國會盟或戰爭，有些還與周王聯姻。另據《逸周書·王會》和《穆天子傳》，在河西走廊、青海、新疆一帶可能還有渠叟（渠搜）、禺氏（月氏）、大夏、西王母等國。
北方尚有北狄，活耀於東周時期，主要分成赤狄、長狄、白狄等族。赤狄與長狄分佈在今河北西南部至今山西東南部的太行山山脈一帶；白狄分成兩部，一部在今河北西部，一部在今陝西北部。赤狄屢次與晉國作戰或相合，最後被晉國併吞。北狄在東周時期屢次侵略衛國、邢國與晉國，最後被晉國同化，到戰國時期建立中山國。東北方主要有肅慎、山戎、東胡、濊貊等族，還有商末宗室箕子建立的箕子朝鮮。肅慎居燕山之北，據說與周室親密。山戎又稱北戎，即春秋時期的無終國，分佈今天津薊縣一帶，在東周時屢次侵略燕國與齊國。東胡則分布在燕山山脈偏北，到東北地區的西部，在戰國時期強大並威脅燕國。
東夷十分強大，山東一帶有奄、薄姑等東夷大國，以及萊夷。商武庚發起反周的三監之亂，東夷就是主力之一。周公東征平定奄、薄姑等國後，原地建立魯、齊等國管理當地殷民六族、奄、薄姑等東夷遺民，逐漸形成齊魯文化。淮水一帶有淮夷、徐國（徐戎）、舒國（群舒）。淮夷在商朝晚期就與商王帝辛（紂）作戰。魯國開國後，國君伯禽也時常與淮夷、徐國抗衡。據青銅器銘文顯示，從周初到周厲王、周宣王時期，淮夷和徐國屢次與周室作戰。徐國在徐偃王時國力強盛，受周穆王封為東方伯國。而後徐偃王攻入成周洛邑附近，最後被周楚聯軍攻入徐國而亡。周厲王時淮夷入侵周室，周王先後派虢仲、召公作戰才平定。春秋戰國時期，徐國被華夏化，於前512年亡於吳國。淮夷自前515年後沒有記載，可能亡於吳國或越國。而東夷、淮夷的九夷、萊國、根牟、舒國先後被齊、魯與楚國滅亡而合融。
南方諸蠻分成數個區域，江東地區有受周室冊封的吳國，於西周後期滅了由南下奄人建立的淹城（今江蘇常州），還滅太湖地區的邗國。浙江以東有越國，又稱于越，曾經派使朝見周成王。以南還有百越族如揚越、甌越、閩越與南越等等族，延伸到鄱陽湖以東以南的浙閩丘陵、嶺南丘陵一帶。東周中期以後，對這些地區的紀錄才逐漸變多。江漢地區的蠻族被稱為「荊蠻」、「楚蠻」，即荊楚，原是三苗的後裔。周昭王曾兩次大舉南征荊楚，第二次南征時周昭王於漢水被荊楚與南國諸侯攻滅而死。而楚國先祖鬻熊投奔周文王，其曾孫熊繹被周成王封於丹陽（今河南淅川），為子爵楚國，並安撫當地蠻族。楚人與周室和蠻族都有往來，融合形成楚文化。楚國在西周夷厲二王時擴張領土，其君熊渠伐庸國、楊粵（疑為揚越）等國，最後攻下鄂（今湖北武昌），並將征服之地分封給長子熊康為句亶王、中子熊紅為鄂王、少子熊執疵為越章王。周宣王時，周室派召伯虎南征楚國成功，並且在江漢間分封申國，與隨國共為周室南方屏障。此時楚君熊霜去世，楚國內亂。東周時期，楚國再度興起。前740年熊通自稱王，為楚武王，遷都至郢（鄢郢，今湖北宜城），並且陸續併吞百濮、庸國、盧國、苗蠻等族。江漢地區東邊還有鄂國。鄂國（今河南南陽）自商朝即存在，是商朝末期的三公之一，也是西周的友好同盟國。西周初期，鄂國受到晉國威脅，被迫南遷到東鄂（今湖北隨州）。周夷王時期，鄂侯還將女兒嫁予周王，藉由與周室聯姻以對抗逐漸壯大的楚國。周厲王征伐角夷、橘夷北返時，還與鄂侯馭方設宴以維持關係。然而前875年，鄂侯馭方率南淮夷、東夷攻打周朝在東、南方的諸侯國。最後被周厲王率軍滅鄂。鄂人遷移至河南南陽東北，仍稱鄂國，是為西鄂。巴蜀地區方面，武王伐紂時，巴國、蜀國與周室親近，皆派師支援。巴人可能與百濮雜居江漢一帶，受楚人壓迫陸續遷入鄂西清江流域，最後到今重慶一帶建巴國。蜀人早在西周就生活在四川一帶，並歸附周文王，而後支援武王伐紂，於周成王時進貢。此後，巴蜀要到春秋戰國時期才比較常與中原往來。

## 軍事

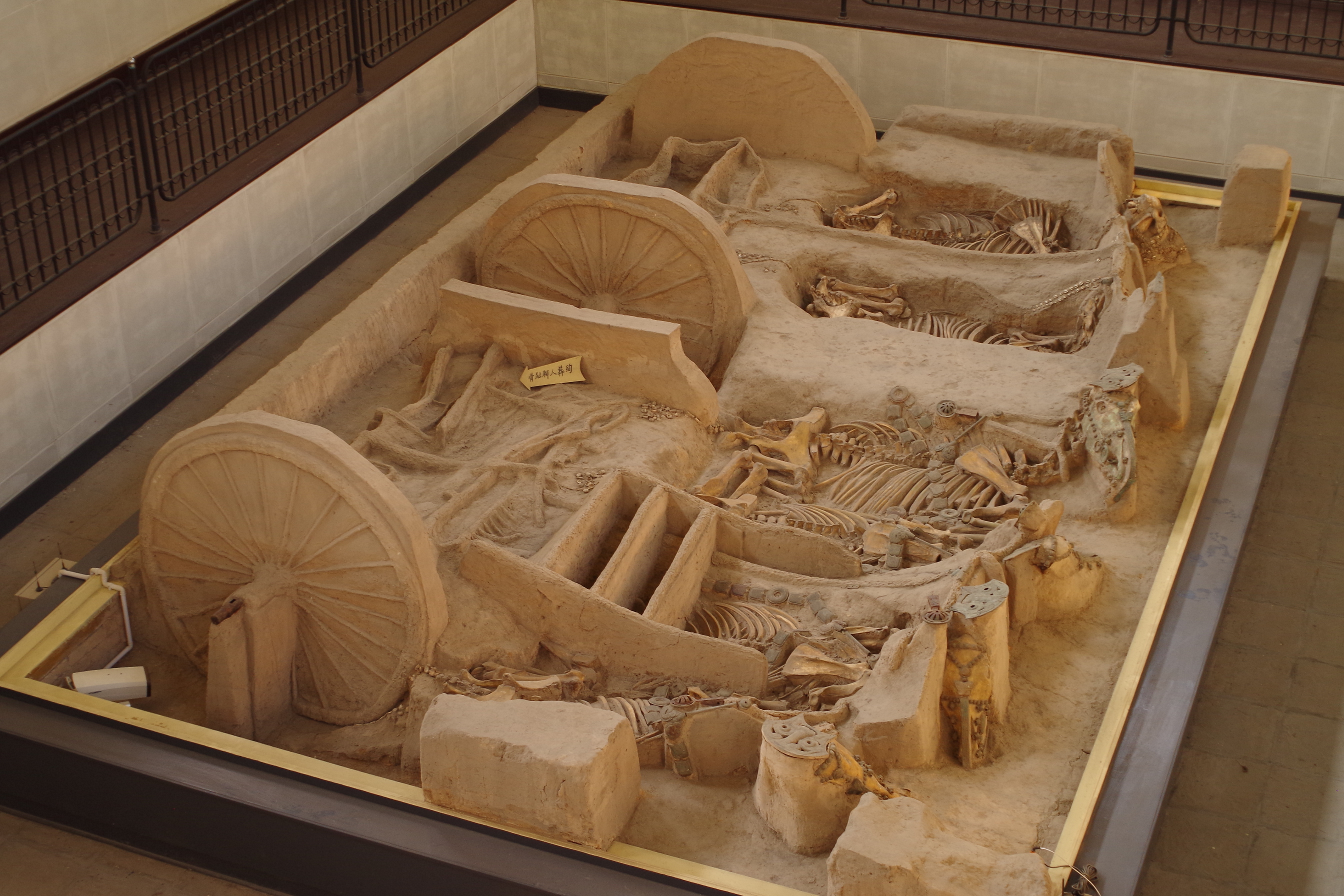
西周豐京車馬坑二號坑遺址，西安市馬王鎮。

周朝兵制大多承襲商朝，但有較大發展，趨向完備。周朝兵制只有少量的近衛軍，其餘大多是兵農合一軍隊。卿同時也是軍將，而太師和太保平時輔佐周王，戰時成為軍隊統帥。「師」是軍隊的統帥，職位次於司馬。西周時代的「六師」、「八師」，即是國家軍事組織，也是國人的地域組織，其直屬的官員就有鄉邑的長官「邑人」。而「亞旅」、「虎臣」等也是軍官，僅次於師。其下則有千人和百人單位，分別由千夫長與百夫長領導，最小單位為十人。至於古代文獻提到的軍、旅、卒、兩、伍等軍等編制，其真實性有待釐清。從金文可以發現，發生戰事時，可能是以地域或族為單位。當然，這也可能是指地方兵，而不是周朝中央軍。
周室統領的軍隊有兩種，在宗周的六師稱為「西六師」，武王伐紂後在商朝舊都朝歌設「殷八師」，周公東征後改設在成周洛邑，即「成周八師」。這十四個師就鞏固周朝統治的中堅力量。而師氏虎臣（一種虎賁），就是周室常設的近衛軍，由國中貴族子弟中精選的勇士所組成。師氏虎臣侍衛國王，守護王宮，其組織還有奴隸。
此外，周室還擁有地方軍隊，即諸侯國的軍隊。平時鎮守一方守衛王畿，戰時奉調出征，參與周王指揮的戰爭。諸侯國軍隊大國三師、次國兩師、小國一師。西周各諸侯國的軍隊不能隨諸侯之意征伐，必須聽從周王指揮，此即「禮樂征伐自天子出」。部分大國軍隊的指揮權還掌握在周天子的守臣手中。如《左傳》：「齊有天子之二守國、高在。」國氏和高氏掌握齊國兵權的守臣。到東周時期，諸侯國軍隊為國君所掌握，並且擴充師的數量，變成「禮樂征伐自諸侯出」，導致周室的衰微。
周朝軍隊的兵源主要以「士」和「在國之庶」，這些都是國人。例如周設六師，即由六鄉的丁壯組成。而別被征服族的「在國之野」，就沒有資格當兵，負責運輸輜重、飼養牛馬、炊釁等。例如魯國作戰為「三郊三遂」，鄉（包含郊）為正卒（國人擔任），遂為徒役（野人擔任），合為三軍。六師人員在發生戰爭時徵調組合，但平常時也要定期訓練，其方法是在農閒時節舉行田獵，每年四次，春季稱蒐，夏季稱為苗，秋季稱為獮，冬季稱為狩。田獵完全按照軍事組織集合丁壯，具有檢閱操練的作用。
西周春秋的戰爭主要是車戰，還有徒兵配合。兵器種類比商朝增加許多，出現如戈、戟類兵器。從《詩經·大雅·皇矣》可得知還有鉤援、臨衝等攻城武器。當時外族也有較強軍力，從《多友鼎》得知，與玁狁戰爭後，獲得超過127輛兵車。此外，還鼓勵馭車及射擊，認為射御足力則賢。

## 人口

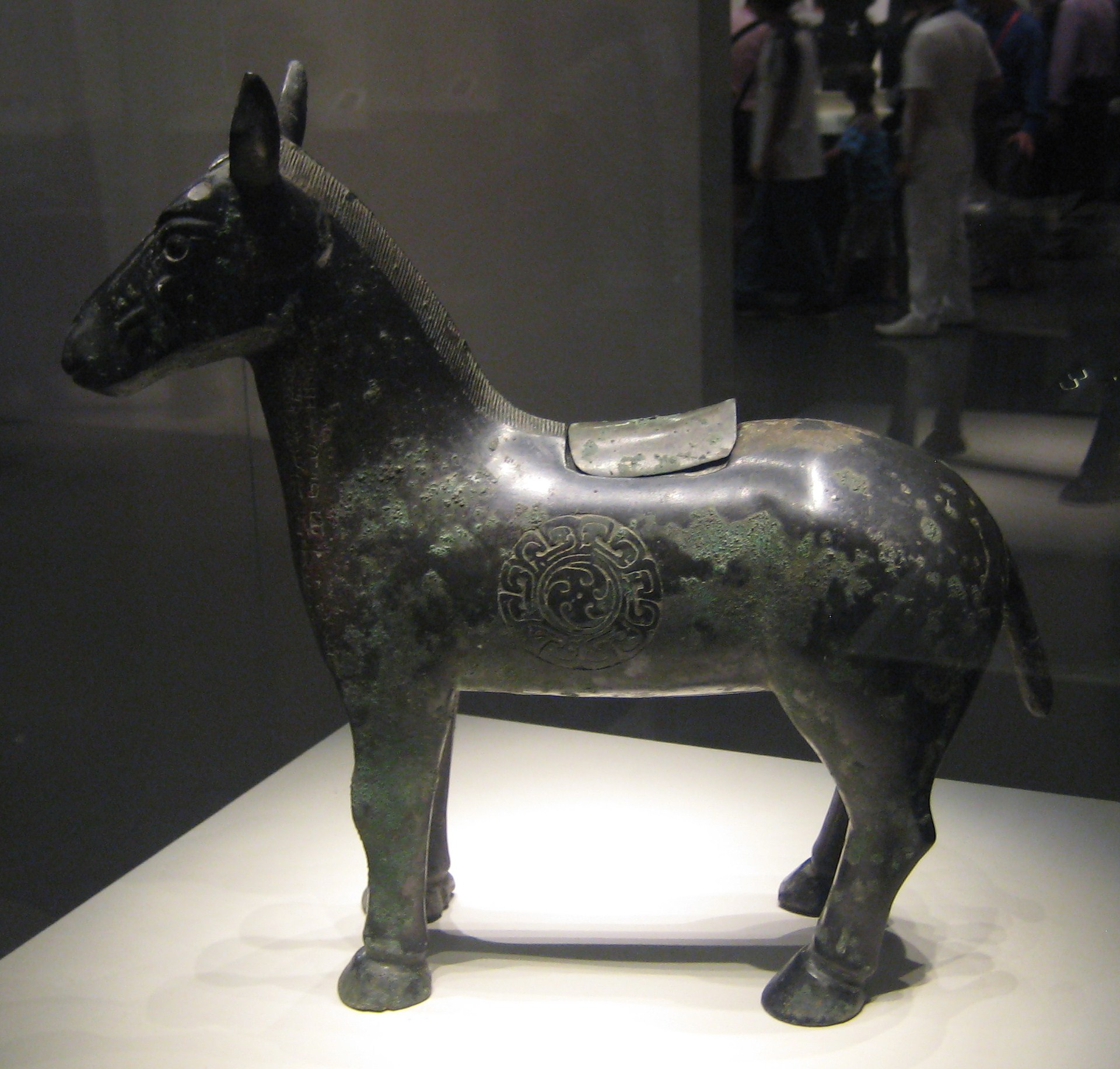
西周盠駒尊，容酒禮器，器作駒形，是西周少數寫實的動物之一，中國國家博物館館藏。

周朝人口按照居住點，分成居住城邑的國人與郊區的野人，還有被迫服役的奴隸共三等級。國人為周人或友好邦國人民，野人為當地原住民。當時傳統氏族制的影響力還很大，國人可以參與政治與教育，野人沒有這個權力。國人具有宗族關係的宗法制度，野人只能個人關係的家庭制度。
國人是居於國、都、邑的周人貴族與平民、以及輔政的殷商與東夷貴族。周人按照宗法制度，依據嫡長子與庶子的分封方式，由天子遞減成諸侯、卿大夫與士，庶子最後變成平民。國人可以參與政治，也需要服從兵役。縞京的國人甚至可以決定國君的廢立，如國人暴動。此外還可以過問外交和戰、或參議國都遷徙。中原的中小國家如鄭國、衛國、宋國、曹國、陳國、許國或山東半島的莒國、紀國等表現得最為明顯，這可能是這些國家中保留原始公社的遺習較多的緣故。例如衛侯有意讓位於弟，但是讓國之事不受國人同意而罷。鄭國貴族立公子繻，過一個月就被國人所殺。外交方面的例證很多。春秋時期，晉、楚爭霸，中原小國深受其苦，朝楚則晉攻之，朝晉則楚攻之。衛國夾在晉、楚之間，有一次，衛君有意投靠楚國，被衛國國人驅除流亡至襄牛。
野人，即居於野鄙之人，亦稱庶人。大多是被征服的商人與東夷人。武王滅商和東征勝利以後，他們對被迫遷於成周的殷民稱之為「殷庶」或「庶殷」。對一般被征服的部族和小國，則稱之為「庶邦」。「庶人」與「國人」之不同，在於前者是外族，後者是本族。他們的地位差別，表現非常明顯。當時的「野人」雖也保有公社組織，但在古籍中絕無「野人」與政之例。野人雖不能參政，但是他們亦不是奴隸。野人與國人一樣，都必須服役，而且亦與國人一樣可以享受一定免役。但野人所服之役比國人要差許多。如兵役，野人僅負責軍械的搬運等粗笨之活，以及照顧侍侯國人，他們多無參戰之權力。但野人地位雖低，畢竟尚屬平民階層，他們平時生產和生活有自己的公社組織。周人在征服東方廣大區域後，並沒有破壞該地區原有之公社機構。甚至其公社中之貴族亦不更換，只是讓他們轉而效忠服侍他們而矣。與國人一樣，貴族無權對野人隨意進行處置和殺戮。
奴隸的來源，主要是戰爭俘虜與罪犯。戰爭俘虜的來源，諸如周朝克商與東征戰爭，還有征討鬼方，以及諸侯國之間的戰爭，每次都會產生大批的奴隸，大多為異族人。罪犯的來源，有一些是貴族被廢為奴隸，例如欒、卻、胥、原等晉國卿大夫，因政治鬥爭失敗，全族被貶為奴隸。庶人犯罪，也有可能被貶為奴隸。奴隸除了少部分作為祭祀的犧牲之外，大多被貴族強迫服役，大國的有錢大夫就有一萬以上的奴隸。奴隸在貴族服役的有小臣（侍役）、婢妾、僕豎、閽人、寺人等。用於生產活動的有隸農、工妾、蠶妾等。奴隸還可以被抵押買賣，或隨主人殉葬。與一般概念不同，奴隸在周代社會生產和生活中實際並不居於主要地位，因此說周朝社會性質為奴隸社會並不準確。

## 經濟

### 農業

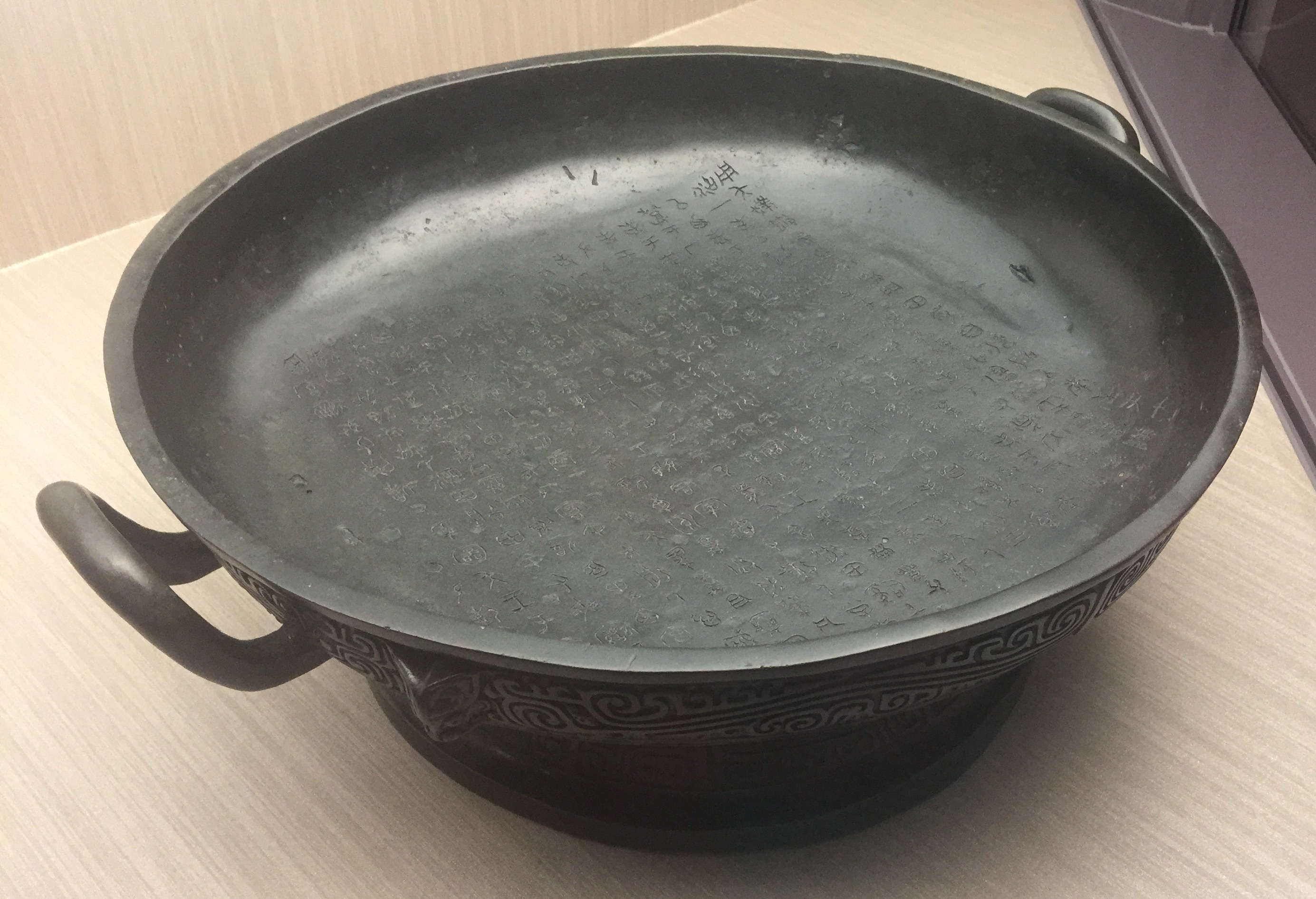
散氏盤記載夨（音「冊」）散兩諸侯國訂立交田契約，說明西周晚期公田（井田制度）開始動搖的社會現象，國立故宮博物院館藏。

農業是周朝的主要產業。周朝時黃河流域的氣候幾乎比現今溫暖，當時華北就有水牛、象、犀牛、獐、竹鼠等現今亞熱帶、熱帶才有的動物。西周的農業生產工具，主要是耒耜。一說耒是耒耜的柄，耜是耒耜下端的起土部分。另一說耒是曲柄枝刃耕具；耜則單刃耕具，類似鍬、鏟。在西周時期，農具的材質仍以木、骨、石、蚌器為主，部分使用青銅器。耕作技術方面，已經修築溝洫（排水用）、選種、鋤草等等專業技術，拋荒制也被休耕輪作取代。王朝中擔任司稼的官員必須熟悉作物的不同品種及其適應地區，從而更好地指導農業生產。農作物有穀類有黍、稷、粟、禾、穀、梁、麥、稻等，豆類有菽，任菽、藿等，麻類有麻、苴、苧等。王朝特設場人，專管園圃，從事蔬菜、瓜果的生產。當時還有伐木、種植漆樹、桑樹與果樹，並且設立山虞、林衡等官職保護森林。另外狩獵、畜牧、漁獵等行為也有，王族與貴族會藉由狩獵來娛樂或軍事演練，平民則獲取生活物資。
關於井田制與西周田制的部分，最早描述井田制的古代文獻出自戰國與秦漢時期，而且時代越晚描述越具體詳細。這樣使得近現代學者多持懷疑、否定的態度，而部分學者則希望從中還原本來的西周田制。目前可以確認的是西周田制應有公田、私田的劃分，農民在公田、私田的工作時間則是分開的。而土地是公有的，分配給各家使用，但會定期重新分配，有如《漢書·食貨志》：「三歲更耕之」，《公羊傳·宣公十五年》：「三年一換主易居」。西周後期，田制出現變化。從《衛盉》、《五禮衛鼎》、《格伯簋》與《散氏盤》等等青銅器發現土地交換，轉讓的銘文，表示「田里不鬻」的局面開始動搖。周厲王開始，因為專利的政策，使得人民荒廢藉田。到周宣王時，就直接「不藉千畝」，也就是廢除公田（藉田），直接按畝徵收實物。最後，周宣王晚期戰亂不斷，人民流徒逃散，田地逐漸荒廢，以至於要「料民于太原」，重新統計戶籍。

### 手工業
周朝手工業的種類甚多，技術相當進步。比較重要的手工業都由王室和諸侯控制，眾多百工負責管理各類手工業。青銅鑄造業是最重要的手工業，目前西周早期青銅器，主要出土於豐鎬和成周地區，諸侯國的青銅器相對較少，製作技術與風格承襲商朝。到中期之後，青銅器出土數量遠遠超過前期，分布廣泛，諸侯國也出現不少青銅器。技術上，出現一模翻製數範和焊接的技術。聞名的《毛公鼎》、《宗周鐘》、《散氏盤》、《大盂鼎》、《大克鼎》與《虢季子白盤》等等大型器的製作，是西周青銅器鑄造技術的表現。另外，西周青銅器與商朝的差異還有：食器增多和酒器明顯減少，以及造型、紋飾由厚重、神秘轉為樸素、寫實的風格。漆器種類繁多，還出現鑲嵌蚌片和蚌泡，以及包銅或鑲嵌青銅。器表夾苧，施以紅、黑兩種彩繪，顏色鮮艷，花紋精美。陶器已逐漸採用快輪法，產品走向規格化。原始瓷片的燒成溫度已達一千二百度以上，胎質更為細膩，施以青、黃綠二色釉，礦物組成已接近瓷器。能夠生產石灰石──矽石琉璃。家蠶的飼養十分普遍，紡織成為農家的一項重要副業。絲織物有斜紋提花織品和刺繡品等。骨器是周人生活不可或缺，如髮笄、箭鏃以及農具骨鏟等，都可用動物骨、角或蚌殼製成。此外，還有集木工、青銅工、革工、玉工等於一身的車輛製造。

### 商業

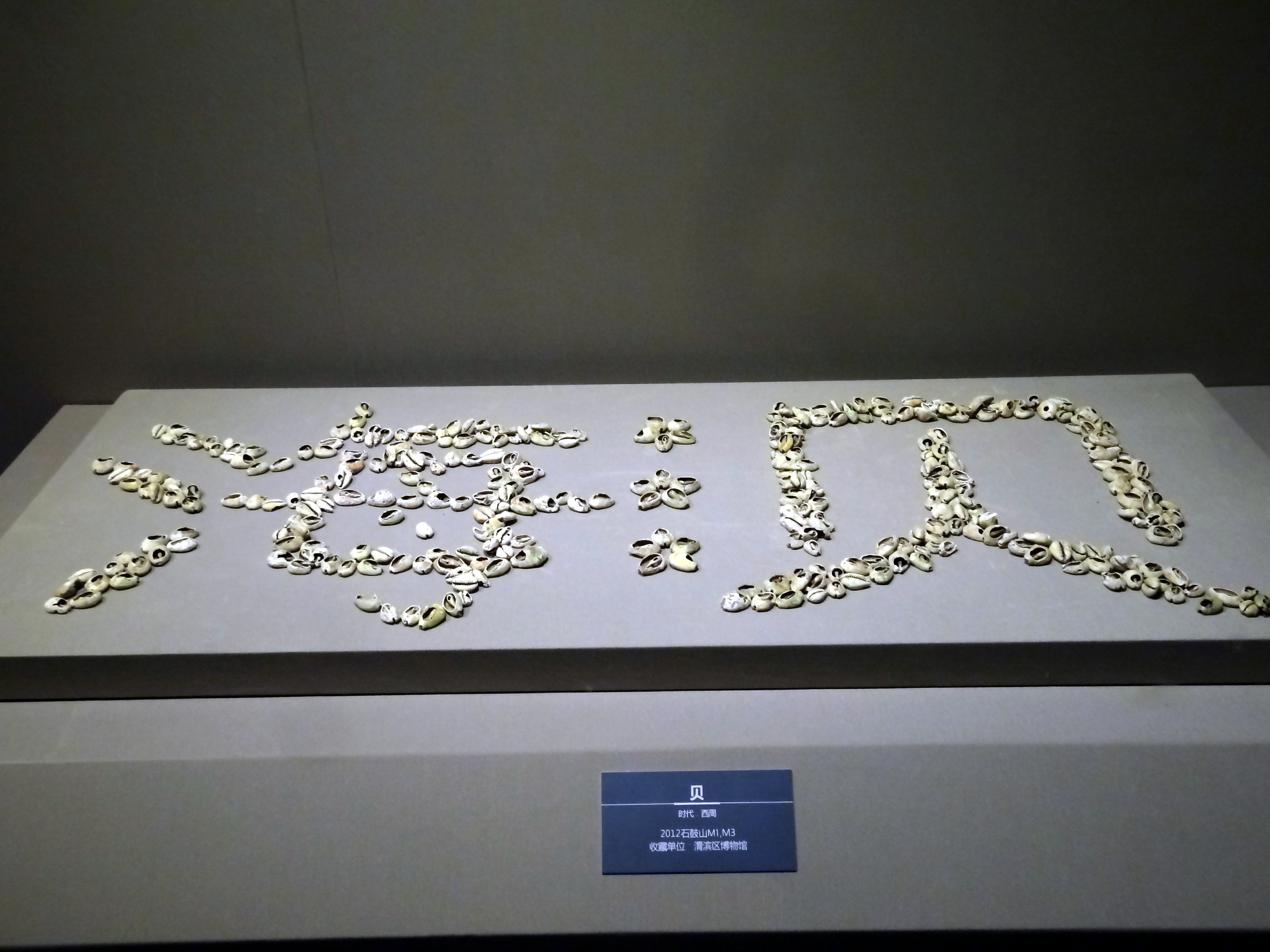
西周贝币，2012年出土于石鼓山

周朝雖然重農，但不輕商。據史，周文王曾於荒災時請四周商旅來往周地流通有無物資。西周時在王都、諸侯國都以及交通要道均設有市。當時商品有車、馬、奴婢、木材、器用、布帛絲麻、五穀、果蔬、禽獸魚鱉、珍異等。當時的貨幣為貝幣，以朋為單位，一朋有五貝、二貝、十貝等說法。而珠玉、銅（古稱金）等物，也類同貨幣，但西周商品交易還是以物易物為主。據《周禮·地官·司徒》說明，市場最高官職為司市，旗下設有質人、廛人、胥師、賈師、司虣、司稽、肆長、泉府等等屬官。他們的職責主要有稽查商品、管理交易、管理物價、保護財貨與徵稅。晚周時期工商業無疑有了相當的發展，雖然象其他許多情況那樣，無法精確地估量所發生的情況。商業的發展有助於城市的成長，並且出現工業按地點進行專業化的趨勢。春秋時期，商業活動繁榮，著名商人有子貢、管仲、鮑叔牙等。孔子曾經誇讚子貢有預測商機的能力。戰國時代，王侯權利越來越少，普通出生的地主和商人越來越多地參與到商業活動中。著名商人有白圭、呂不韋。其中呂不韋還可以控制國家。

## 文化

### 學術思想
周人重禮，以維繫人與天、人與人的關係。在「以德配天，以禮治國」的概念下，建立政治秩序、宗法倫理、祭禮儀式、法理規範及道德價值等。因此務必為政以德，明德慎罰。若天子不敬德謹行，就會喪失「祈天永命」的機會，此即周朝的天命思想。並且以「信」、「義」為西周道德體系的重要內容，此為敬德保民思想。從《燹公盨》得知給人以孝信，則得知以福祿，所以「孝信」為西周道德體系核心內涵的孝悌與誠信。而義的本質是「忠義」，就是忠君之義。

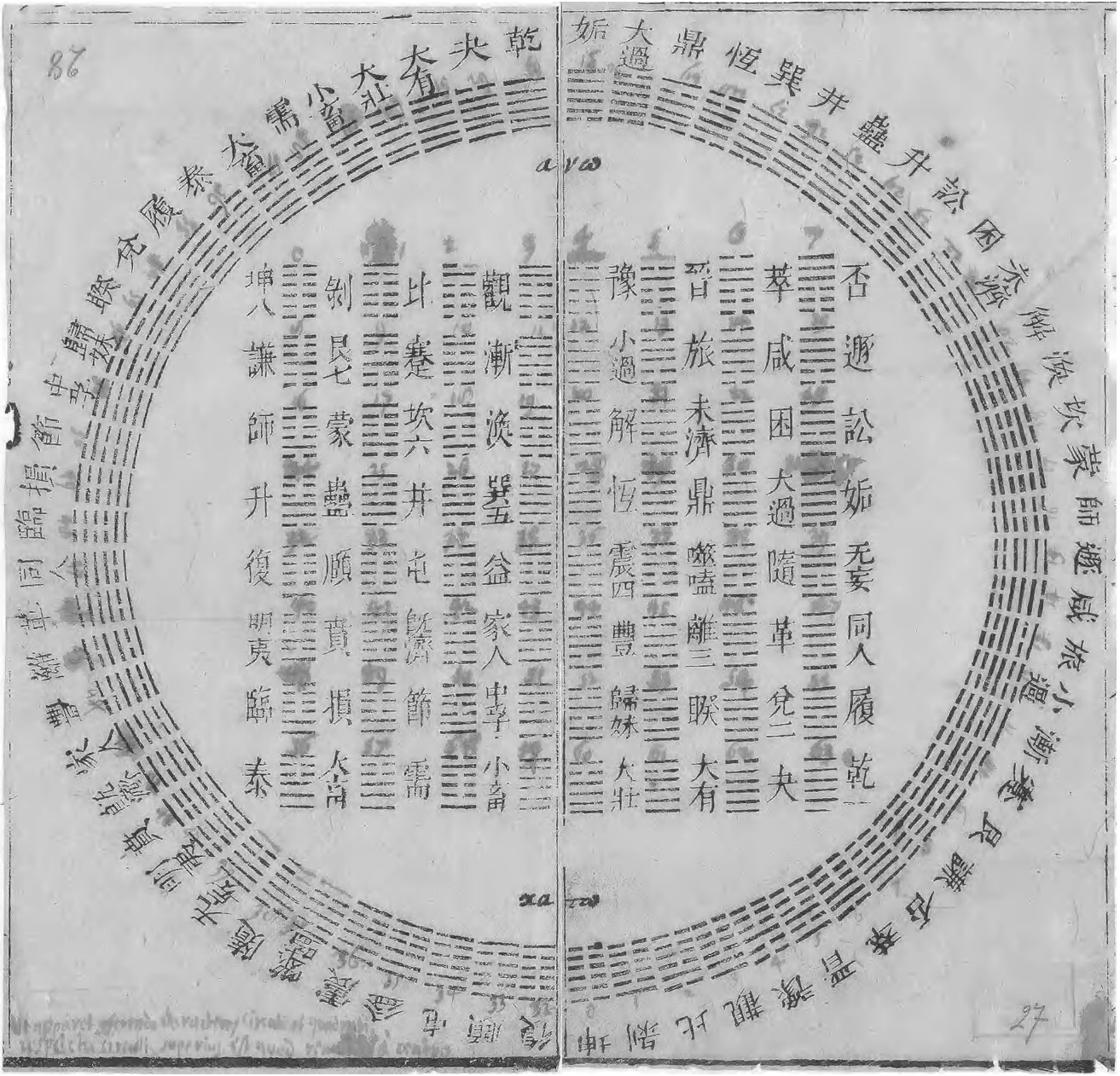
《周易》演練出六十四卦的易卦圖。

《周易》起源並非源自周文王，而是西周時期占筮用的文字編纂而成，按八卦所演變成六十四卦編排。主要是從西周的政事中推演萬物運行的道理，所說的是適應周的統治者的行事決策。例如師出必須有紀律，失去紀律就是兇兆。周王分封諸侯而開國，並且不用小人，避免發生亂事。也敘述很多戰事，或是祭祀等大事。《周易》將「道」字提升為事務發展變化的規律，這對此後中國哲學思想的發展，做出重大貢獻。《周易》的思想，主要採取「中行」的手段和行動，來爭取事業的成功和推廣。採取「中行」的手段就能獨自回復到正道上來。
西周也逐漸萌芽陰陽學。周幽王時，關中發生地震與山崩。從《國語·周語上》得知，太史伯陽父認為是陰氣壓迫下面的陽氣，使陽氣升不上來，而發生地震。這是以陰陽學說解釋自然變化的創見，是陰陽家的一個重要起源。從《國語·鄭語》得知，伯陽父與鄭桓公討論東遷與周末弊端時，提到五行如融合金、木、水、火、土，以成百物，以土為主要元素。而《尚書·洪範》的「洪範九疇」，也提到五行的性質作用、「五行」與「五味」的關係。
西周的學校分為國學與鄉學，國學又分小學、大學兩個階段。西周王畿的大學又稱「辟雍」，諸侯國的大學則稱「泮宮」。大學有突出的實踐性、開放性。學習內容從《周禮》得知，可能是六藝，即禮、樂、射、御、書、數。其目的將學生訓練成合格的統治者，不僅是貴族子弟學習之處，還是貴族公共活動與社會交際的場所。關於西周的鄉學，從《禮記·學記》得知「家有塾，黨有庠，術有序，國有學。」，從《孟子·滕文公上》得知「夏曰校，殷曰序，周曰庠。」，文獻說法不一，未有定論。到了東周中後期，因各國紛擾，導致各國自成國學。其中因為諸子流通結果，學派各自出爐，形成日後史典所稱的「九流十家」。

### 宗教

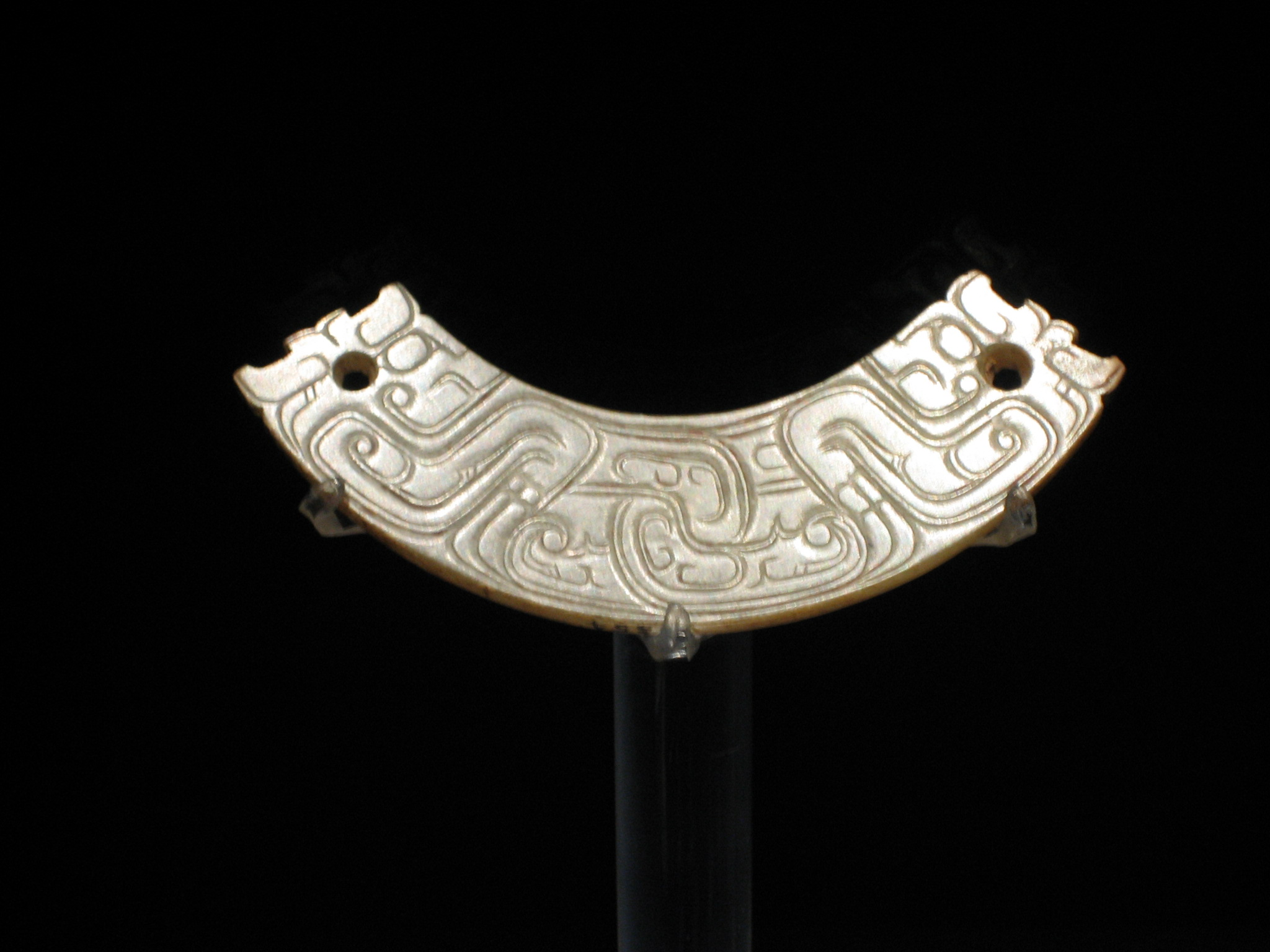
西周时期的交龙纹璜，上海博物館館藏。據《周禮·春官宗伯》，周天子以玉作六器進行對天地四極進行祭祀，祈禱國家安定，社稷平安。

周人的宗教與商人相似，主要有：崇拜上帝（或稱天帝）、崇拜祖先、崇拜鬼神與占卜問事等。周人對上帝與祖先都崇拜，他們認為祖先的靈魂在上帝左右，有時會來人間監護其子孫。而鬼神主要有日月星辰之神、山川之神、土神與穀神等。周人居住西北的周原，看到是完整的天空，使得覺得天地無所不在；相較居住平原，附近可能有若干森林、沼澤的商人就不同。在周人信仰中，這些神多半是由上帝所冊封的人鬼。例如周人的穀神，就是源自周人的租先后稷。周人的宗教信仰程度不同於商人，他們認為人的命運源自天意。王者受命於天，接受的使命乃是愛護人民，王者不能執行如此任務，「天命」就可以轉移。這為中國文化系統的價值觀，確定了基調。對祖先雖然祭祀恭敬，但到疾痛時，也會出惡言，甚至言「先祖匪人」等咒罵祖先之話。
周人比較重視對天地、山川和社稷的祭祀。祭祀上帝的典禮稱郊祀，由周王舉行，上帝似乎不與普通人交流。其他神祇如土神、穀神等就直接主持人間事務如土壤肥沃、五穀豐收等。土神又稱社，穀神又稱稷，供奉社稷之神的地方也叫社與稷，每年春天都會舉辦社祭的賽會。而商遺民的社則稱毫社。在自然界中存在著眾多的神靈，附身在巫覡，與人民溝通，人民也認為巫覡通曉過去未來，十分尊重，連王侯都有供奉。而《周易》是西周時期周人筮占用的書本。
王室諸侯中管理和鬼神交涉的官職，有掌祭祠禮儀的太宗、掌祈禱的太祝、掌神事的太士、掌占卜的太卜等。低等官員則有宗、祝、士、卜等。周人除了用人牲祭祀自然神靈以外，也用人牲祭祀祖先神靈，用人的數量和規模，和商代末期差不多，不像商王武丁时期那样盛大。
西周末年有出現宗教思想動搖的現象，怨天、罵天的詩句屢次出現。這裡的「天」的形象與周初不同，變成昏庸、邪辟與殘暴的上帝。所以人們詛咒上帝「昊天不傭」、「昊天不惠」、「疾威上帝，其命多辟」。這是因為西周末年，關中發生地震、天災與乾旱，使周人否定上帝神聖的地位。再加上周宣王後期到周幽王政事混亂，軍事征伐消耗國力過大，引發周人對宗教思想的動搖。

### 文學

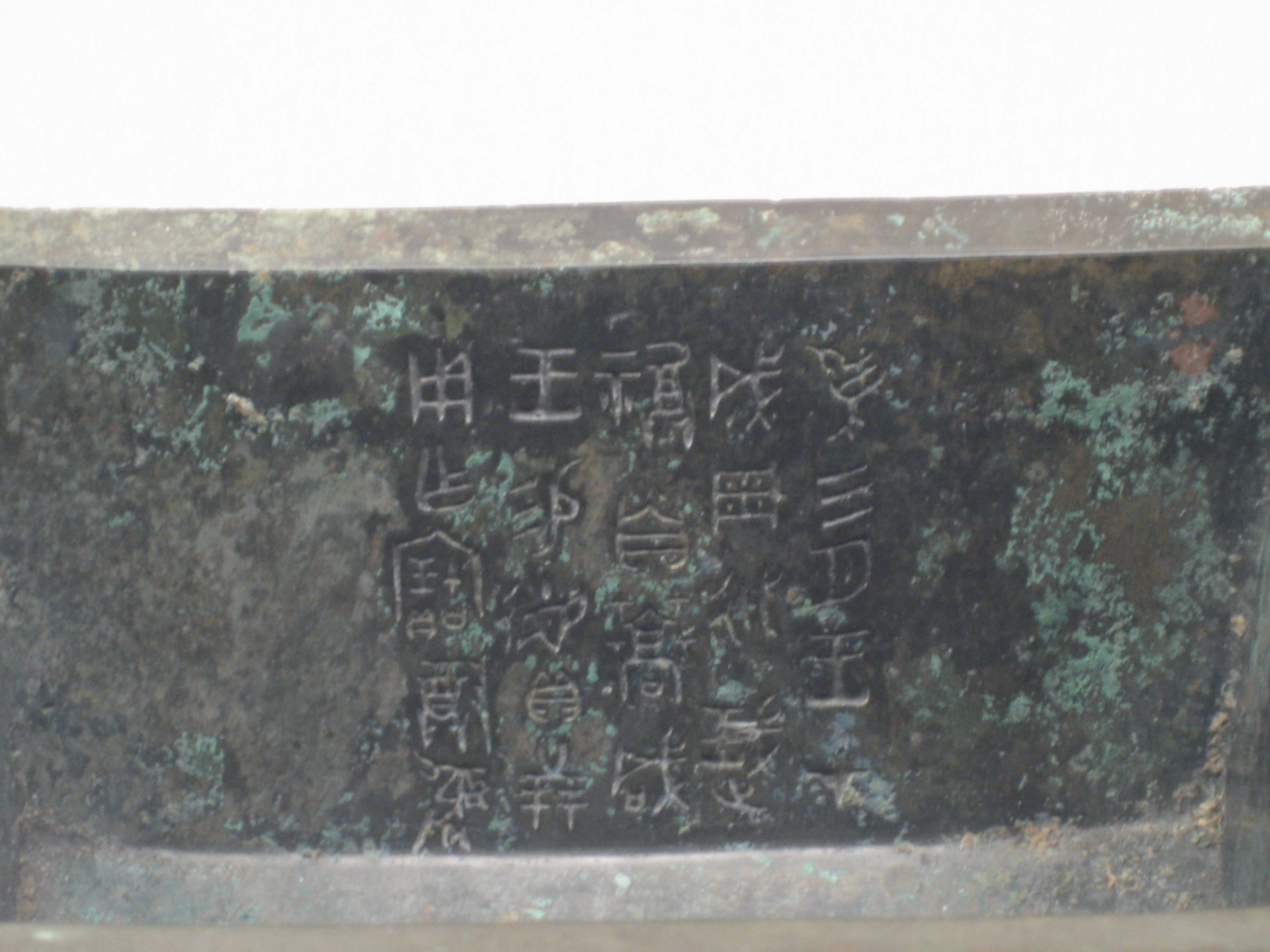
西周德方鼎的青铜铭文，上海博物館館藏。

周朝從文字產生到春秋中葉，書面文學逐漸形成，主要有《尚書》、《周易》以及《詩經》。《尚書》中的《周書》，敘述周朝君臣講話記錄以及周朝歷史。《逸周書》則是記錄周文王到周景王的周朝歷史。這些是當時的重要歷史文獻，文章結構複雜，文辭簡練，表現嚴謹的文風。《周易》是周人對易學的總結，分《古經》和《易傳》兩部分，是最早哲學書，其博大精深的原理廣泛影響後世哲學思想。《詩經》是中國最早的詩歌總集，收集有西周的詩歌三百餘篇。其中《周頌》、《大雅》、《小雅》和《國風》中《周南》、《召南》以及其他部分篇章，是西周時期的作品。這些篇章，有的是王室用於廟堂的頌歌，有的是貴族們的歡樂和怨尤，而國風大部分篇章是下層庶民的真情流露和對貴族的控訴。有「陳古刺今」的效用。詩經中的作品顯示四言詩日漸成熟。在交際的場合，可以「賦詩言志」，借詩句來表示想講的意思。朝廷音樂機構中的樂官，可以諷詠詩句，暗示民心對施政的反應。
西周流傳下來的文字有甲骨文與金文（青銅銘文），與商代基本相同。西周甲骨文大多出自周原，其技術源自商人，但有不同變化。西周出土的青銅器較多，其金文銘文的篇幅也較長，所以西周研究以金文為主。金文初始於商朝中期，盛於西周，記錄的內容與當時社會，尤其是王公貴族的活動息息相關，多為祀典、賜命、征伐、圍獵及契約之事。其中以毛公鼎為金文代表，其字數與重要性最高。

### 藝術

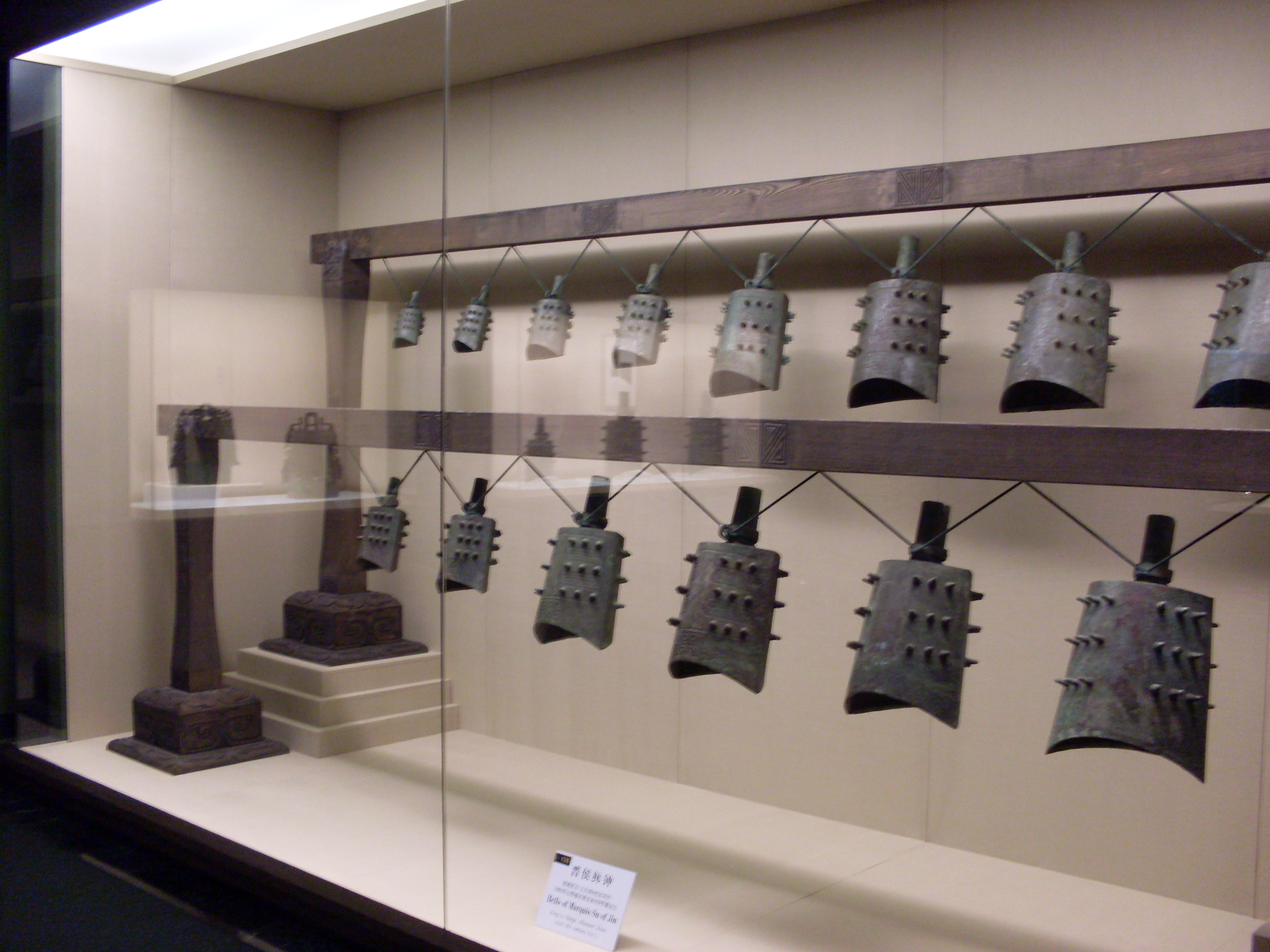
晉侯穌編鐘，16件編鐘上均有銘文，記載晉侯蘇受命討伐夙夷的過程，山西省博物館與上海市博物館分別館藏。

西周音樂的發展，表現在樂器種類的增多和音樂理論的發展。西周結合禮儀制度與音樂和舞蹈，後世通稱雅樂。雅樂的黃金時代從西周到春秋早期，在春秋晚期走向衰退。禮樂的規模按照貴族等級，有嚴格的大小規模：周王的樂隊可以四面排列，為宮懸。諸侯則三面排列，為軒懸。卿和大夫則兩面排列，為判懸。士只有一面，為特懸。懸為原指樂懸，又可代稱整個樂隊。據說舞蹈團的規模也有規範：周王用八佾，即八八六十四名舞者。諸侯為六佾，即八六四十八名舞者，大夫為四佾，即八四三十二名舞者、士為兩佾，即八二十六名舞者。曲目也有限制，周王祭祖可用的《詩經·周頌·雍》，士大夫不可使用。周室使用雅樂的時機有用於祭祀（郊禮、社禮）、饗宴、射禮、戰勝慶典之禮（王師大獻）、行軍田役等等。音樂包含六代樂舞、小舞、散樂、四夷之樂、房中樂、詩樂及其他宗教性樂舞（如求雨的舞雩和驅除疫鬼的儺）。當時的樂官為大司樂，負責音樂禮儀管理和教育。周朝貴族與國人普遍重視音樂修養，與禮儀深深綁在一起。東周之後，禮樂敗壞，下位者僭越上位者的禮儀。例如執政魯國的仲孫、叔孫、季孫等三家大夫用周王在用的《詩經·周頌·雍》來結束祭祀。另一方面，雅樂瓦解，樂師各奔前程。例如太師摯投奔齊國、亞飯干投奔楚國、三飯缭投奔蔡國、四飯缺投奔秦國。周朝樂器種類繁多，當時的樂器除編鐘、編磐和大小不同的鼓等打擊樂器之外，像琴、瑟等弦樂器，笙、竽等管樂器，也都出現。所謂金、石、絲、竹、瓠、革之音，大都齊備。樂器增多，必須注意演奏的和諧，音律的理論也隨之有進一步的發展。中國古代有宮、商、角、徵、羽五聲，即五個音階。後來發展為十二律，分為六律六呂。由此形成了中國傳統的律呂學。

### 科技
西周時期持續重視異常天象，尤其是日蝕與月蝕的天文事件。周人以天象對應人事，進而形成「天」崇拜，產生天命觀。此後，天文學家就從事觀天象卜天意給帝王分析。《詩經·小雅·十月之交》提到的朔日的記載，說明西周曆法的進步。十三月記事的存在和干支的運用，表示西周有部分沿用殷曆的可能性。《詩經·豳風·七月》提到的「七月流火，九月授衣。」，為大火這顆星將沉沒於西南地平，與《夏小正》五月「初昏大火中」和八月「辰則伏」的記載天象相符，這是婦女準備冬衣所參考的天象。西周可能將朔望月分成三段：「既生霸」為上半月，「既望」為下半月，「既霸死」則看不到月亮。當時對天象的觀察和計時制度，是使用十二辰計時方式。
西周時代的數學有加法和乘法的概念。關於河圖洛書，在《周易·繫辭上》提到「河出圖，洛出書」。而《尚書·周書·顧命》也提到「天球、河圖在東序」的記載，這些都只有文字說明。到西漢後，文獻才記載河圖洛書實為幻方與九宮圖。醫學方面，初步將醫與巫分開，《周禮》將巫祝列於春官宗伯管轄，將醫師列為天官冢宰管轄。醫學以經驗為主，提出氣候季節會生那些疾病。並且根據病人生病的特徵判斷疾病，給予藥物或治療。周代建築實物已無留存，雖發現一些遺存基址，但上部構造和外觀仍不甚明了。只能透過當代青銅器、漆器中的仿建築部分來推論。從夨令簋可得知，器座四角有四柱，柱頭有櫨頭,櫨斗間有橫楣,楣上有矮柱。蹲獸方鬲，約鑄於西周中期。器下作屋形，前有雙扇門，門扇框架呈日字形，上下鑲版。門上下用連楹和門枕固定在門楣、門檻上。屋的左、右、後三面有田字格窗。瓦的最早考古實物是出現在西周早期的遺址，瓦的總類多達十幾種，花樣紋飾各不相同。

## 君主年表

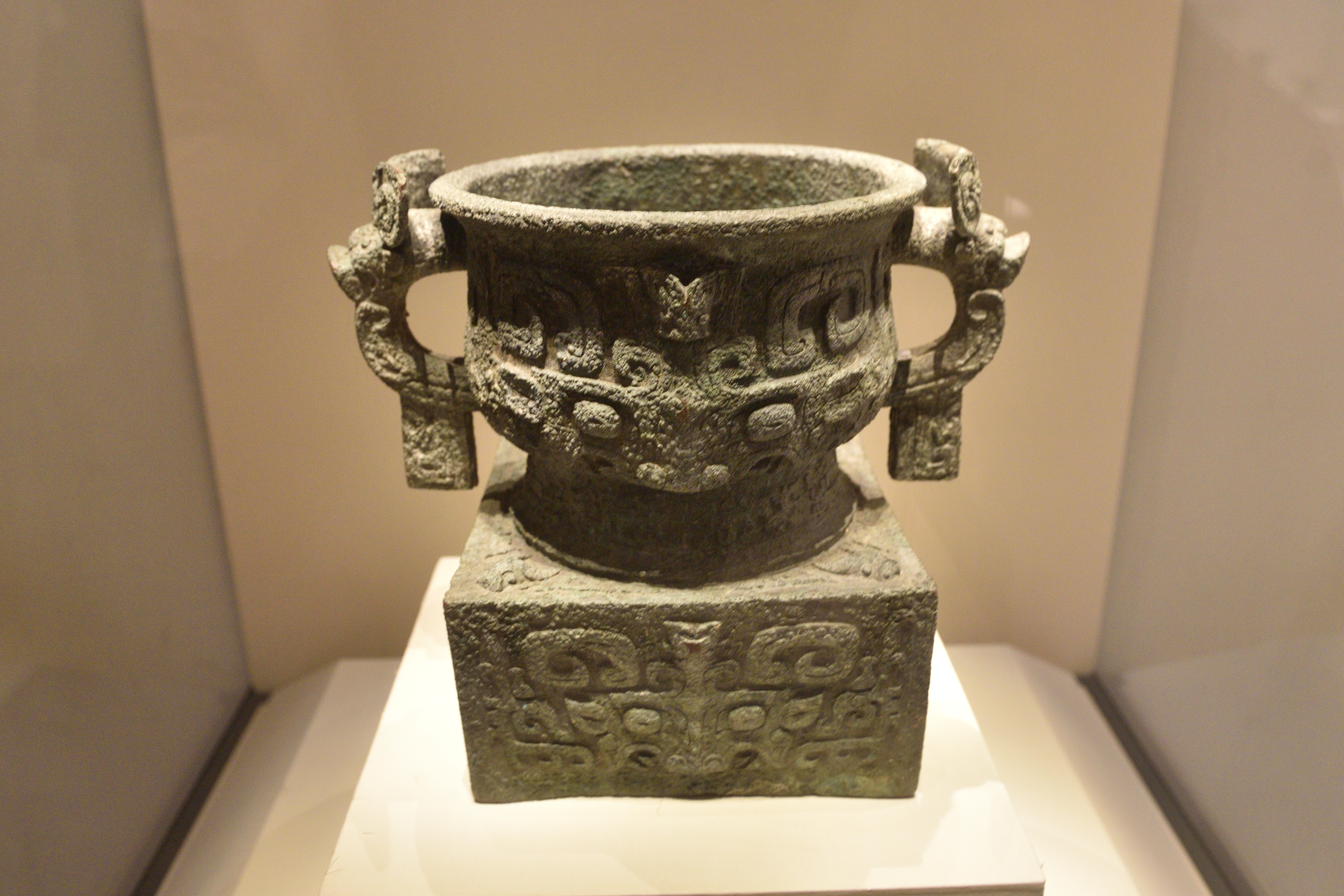
利簋明確指出武王伐紂是甲子日，而且概述其過程，中國國家博物館館藏。

由於共和紀年（前841年）前的年代沒有確切紀錄，西周年代學的問題一直困擾着學者們。許多研究者先推定武王伐紂的年代，再類推各代諸王統治年數去還原統治時間。例如西漢劉歆從《國語·周語下》提到武王伐紂的天文景象來推算年代。唐朝僧侶一行利用《竹書紀年》紀載「《竹書》：十一年庚寅，周始伐商。〈《 新唐書·歷志》〉」來推算年代。部分研究者則是從西周末年犬戎之禍的年代及西周諸王積年來反推，但是諸王積年的準確性令人質疑。這些求證法都以古代文獻為依據，文獻的精確性會影響年代的正確性。論證方法的不同，使得每個推估的結果都不同，年代差距很大。1996年中華人民共和國政府與學者啟動夏商周斷代工程計畫，嘗試以《古本竹書紀年》紀錄的「天再旦」天文事件以及用碳14定年法界定西周考古物等方式來推算年代。然而其論證方法不適合精確到數年。2000年《簡本》報告發表後，引起中外學者廣泛爭議，目前僅供參考。
| 先周 約前21世紀─約前11世紀中期                               |                                              |              |                                                                                  |                             |
| 后稷                                                         |                                              | 棄           | 傳說為帝舜、夏朝初期                                                             | 不詳                        |
|                                                              |                                              | 不窋         | 傳說為夏朝衰退時期（可能是孔甲時期）                                             | 不詳                        |
|                                                              |                                              | 鞠           | 不詳                                                                             | 不詳                        |
|                                                              |                                              | 公劉         | 推測為商朝「九世之亂」尾聲，盤庚遷殷前夕                                         | 不詳                        |
|                                                              |                                              | 慶節         | 不詳                                                                             | 不詳                        |
|                                                              |                                              | 皇仆         | 不詳                                                                             | 不詳                        |
|                                                              |                                              | 差弗         | 不詳                                                                             | 不詳                        |
|                                                              |                                              | 毀隃         | 不詳                                                                             | 不詳                        |
|                                                              |                                              | 公非         | 不詳                                                                             | 不詳                        |
| 邠侯 （商王祖乙冊封）                                        |                                              | 高圉         | 傳說為商朝祖乙時期                                                               | 不詳                        |
|                                                              |                                              | 亞圉         | 傳說為商朝盤庚時期                                                               | 不詳                        |
|                                                              |                                              | 公叔祖類     | 不詳                                                                             | 不詳                        |
| 太王 （周武王追尊）                                          |                                              | 公亶父       | 推測為商朝武乙時期                                                               | 不詳                        |
| 牧師 （商王文丁冊封） 王 （周武王追尊）                      |                                              | 季歷         | 推測為商朝文丁時期                                                               | 不詳                        |
| 西伯 （商王帝乙冊封）                                        | 周文王 （一說自稱受命稱王 ，一說周武王追諡） | 昌           | 推測為商朝帝乙、帝辛（紂）時期                                                   | 不詳                        |
| 西周 約前11世紀—前771年 （綠框的數據均為推估或源自古代文獻） |                                              |              |                                                                                  |                             |
|                                                              | 周武王                                       | 發           | 前1050年—前1045年（竹書） 前1049/45年—前1043年（剑桥） 前1046年—前1043年（年表） | 6 7/3 4                     |
|                                                              | 周成王                                       | 誦           | 前1044年—前1006年（竹書） 前1042年—前1006年（剑桥） 前1042年—前1021年（年表）    | 37（含周公攝政7年） 37 22   |
|                                                              | 周康王                                       | 钊           | 前1007年—前982年（竹書） 前1005/3年—前978年（剑桥） 前1020年—前996年（年表）     | 26 28/26 25                 |
|                                                              | 周昭王                                       | 瑕           | 前981年—前963年（竹書） 前977/75年—前957年（剑桥） 前995年—前977年（年表）       | 19 21/19 19                 |
|                                                              | 周穆王                                       | 满           | 前962年—前908年（竹書） 前956年—前918年（剑桥） 前976年—前922年（年表）          | 55 39 55（共王當年改元）    |
|                                                              | 周共王                                       | 繄扈         | 前907年—前883年（竹書） 前917/15年—前900年（剑桥） 前922年—前900年（年表）       | 12 18/16 23                 |
|                                                              | 周懿王                                       | 囏           | 前882年—前858年（竹書） 前899/97年—前873年（剑桥） 前899年—前892年（年表）       | 25 27/25 8                  |
|                                                              | 周孝王                                       | 辟方         | 前857年—前849年（竹書） 前872年—前866年（剑桥） 前891年—前886年（年表）          | 9 7 6                       |
|                                                              | 周夷王                                       | 燮           | 前861年—前854年（竹書） 前865年—前858年（剑桥） 前885年—前878年（年表）          | 8                           |
|                                                              | 周厉王                                       | 胡           | 前853年—前842年（竹書） 前857/853年—前842年（剑桥） 前877年—前841年（年表）      | 12 16/12 37（共和當年改元） |
| 共和行政時期                                                 | 共和行政時期                                 | 共和行政時期 | 前841年—前828年                                                                  | 14                          |
|                                                              | 周宣王                                       | 靜           | 前827年—前782年                                                                  | 46                          |
|                                                              | 周幽王                                       | 宮涅         | 前781年—前771年                                                                  | 11                          |
| 東周 前770年—前256年                                         |                                              |              |                                                                                  |                             |
|                                                              | 周携王                                       | 余臣         | 前771年—前750年                                                                  |                             |
|                                                              | 周平王                                       | 宜臼         | 前770年—前720年                                                                  | 51                          |
|                                                              | 周桓王                                       | 林           | 前719年—前697年                                                                  | 23                          |
|                                                              | 周莊王                                       | 佗           | 前696年—前682年                                                                  | 15                          |
|                                                              | 周僖王                                       | 胡齐         | 前681年—前677年                                                                  | 5                           |
|                                                              | 周惠王                                       | 阆           | 前676年—前675年 前673年—前652年                                                  | 25                          |
|                                                              |                                              | 穨           | 前675年—前673年                                                                  |                             |
|                                                              | 周襄王                                       | 郑           | 前651年—前619年                                                                  | 33                          |
|                                                              |                                              | 帶           | 前636年—前635年                                                                  |                             |
|                                                              | 周顷王                                       | 壬臣         | 前618年—前613年                                                                  | 6                           |
|                                                              | 周匡王                                       | 班           | 前612年—前607年                                                                  | 6                           |
|                                                              | 周定王                                       | 瑜           | 前606年—前586年                                                                  | 21                          |
|                                                              | 周简王                                       | 夷           | 前585年—前572年                                                                  | 14                          |
|                                                              | 周灵王                                       | 泄心         | 前571年—前545年                                                                  | 27                          |
|                                                              | 周景王                                       | 贵           | 前544年—前520年                                                                  | 25                          |
|                                                              | 周悼王                                       | 猛           | 前520年                                                                          | 1                           |
|                                                              |                                              | 朝           | 前520年—前516年                                                                  |                             |
|                                                              | 周敬王                                       | 匄           | 前519年—前476年                                                                  | 44                          |
|                                                              | 周元王                                       | 仁           | 前475年—前469年                                                                  | 7                           |
|                                                              | 周貞定王                                     | 介           | 前468年—前441年                                                                  | 28                          |
|                                                              | 周哀王                                       | 去疾         | 前441年                                                                          | 1                           |
|                                                              | 周思王                                       | 叔袭         | 前441年                                                                          | 1                           |
|                                                              | 周考王                                       | 嵬           | 前440年—前426年                                                                  | 15                          |
|                                                              | 周威烈王                                     | 午           | 前425年—前402年                                                                  | 24                          |
|                                                              | 周安王                                       | 骄           | 前401年—前376年                                                                  | 26                          |
|                                                              | 周烈王                                       | 喜           | 前375年—前369年                                                                  | 7                           |
|                                                              | 周显王                                       | 扁           | 前368年—前321年                                                                  | 48                          |
|                                                              | 周慎靚王                                     | 定           | 前320年—前315年                                                                  | 6                           |
|                                                              | 周赧王                                       | 延           | 前314年—前256年                                                                  | 59                          |